# Grand tour de France de Charles IX
Pour les articles homonymes, voir Tour de France (homonymie) et Grand tour.
Le grand tour de France est le voyage que Catherine de Médicis fait entreprendre au roi Charles IX à travers la France pour lui faire découvrir son royaume, qui vient d'être ravagé par la première guerre de religion. Le départ de cette grande aventure débute à Paris le 24 janvier 1564 et se termine par le retour dans la capitale le 1er mai 1566. Accompagné de sa famille, le roi accomplit près de 4 000 kilomètres sur des zones périphériques du royaume. Il part vers l'Est, longe les frontières de l'Est jusqu'en Provence, tourne vers l'Ouest jusqu'à l'océan Atlantique en Gascogne, remonte vers le Val de Loire et termine son périple dans le Bourbonnais.

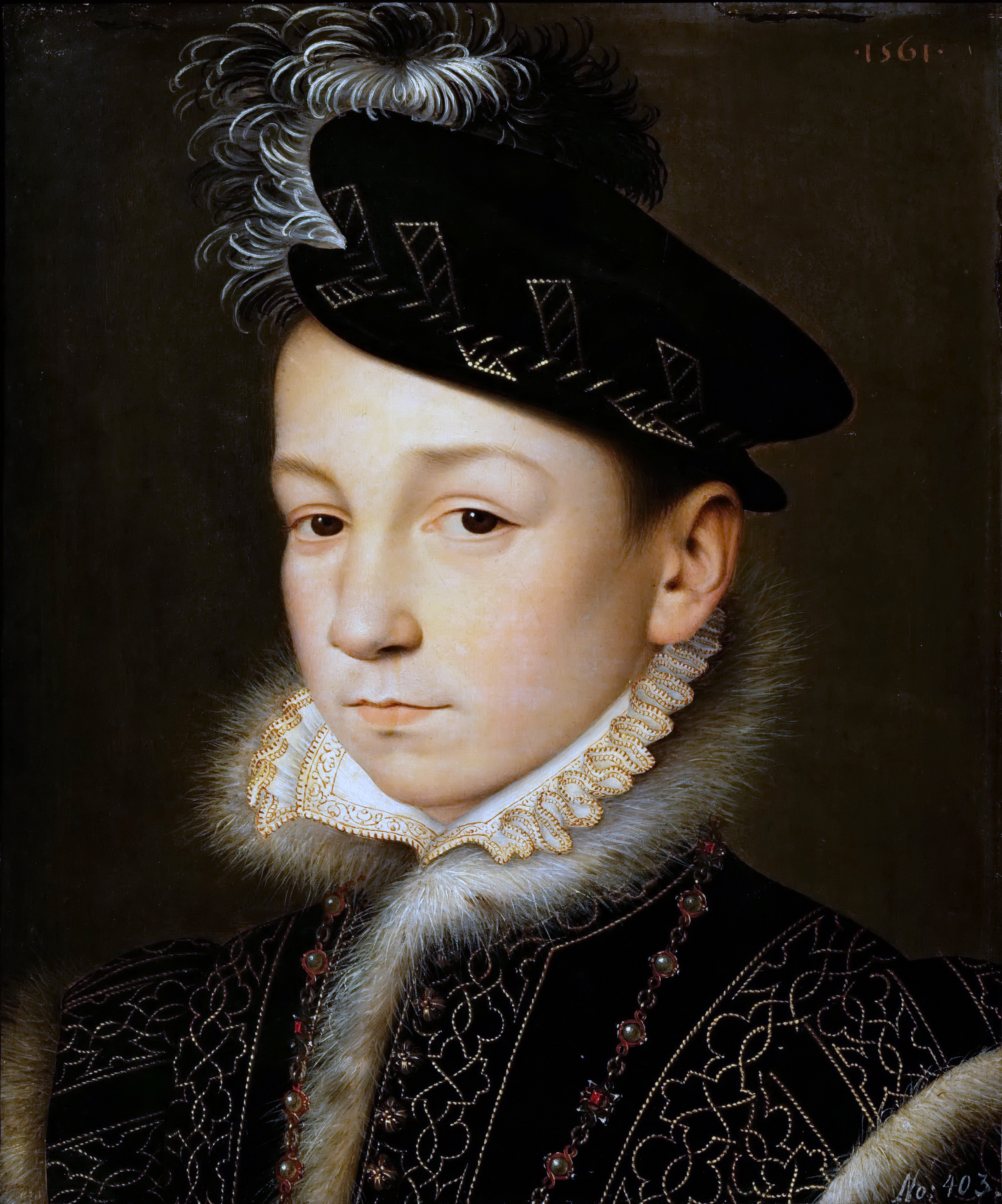
Charles IX en 1561 par François Clouet.

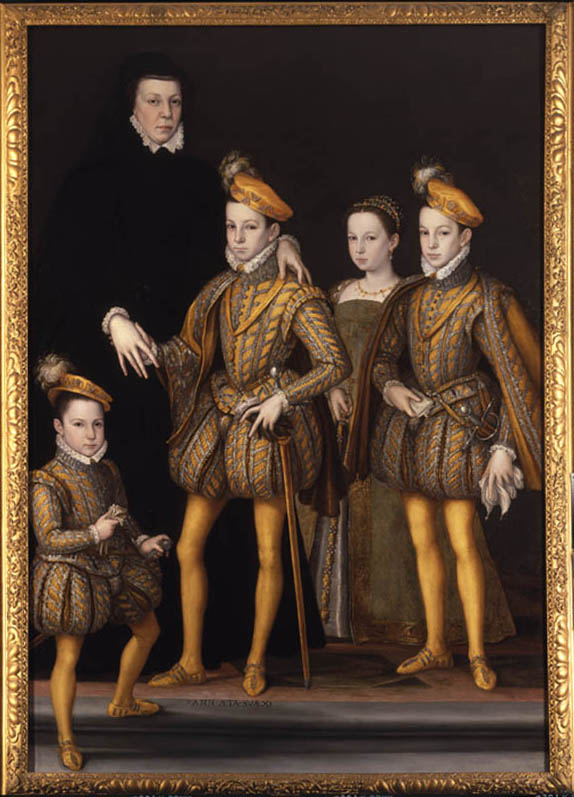
Catherine de Médicis avec ses enfants en 1561 : François, Charles IX, Marguerite et Henri.

Il entraîne avec lui une cour forte d'environ 15 000 personnes dans les provinces les plus reculées du royaume, dont le cortège du roi et de la reine, une escorte militaire, le personnel du gouvernement, les domestiques portant les meubles (tapisseries, coffres...), des artisans, des princes, des ambassadeurs... Il s’agit d’une mise en scène de la représentation de la puissance royale, après la première guerre de religion, pour compenser la faiblesse de l’emprise royale dans les provinces. Le roi veut forger l’unité du royaume autour de lui et ce voyage doit lui permettre de renforcer les liens de fidélité à l’égard de la monarchie.
À chaque étape, il y avait une véritable course au logement. Dans les grandes villes, le roi dormait à l'hôtel du plus riche bourgeois (celui-ci devant se loger ailleurs), mais il lui est arrivé plusieurs fois de dormir dans des auberges. Se loger était en effet un véritable problème, car plusieurs milliers de personnes formaient la Cour et se déplaçaient avec la famille royale. Les grands seigneurs de la cour avaient chacun leurs agents pour trouver au plus vite un logement avant les autres car le premier arrivé était le premier servi. Nombreux ont été les seigneurs qui ont dû dormir dehors.

## Objectifs
Les objectifs du voyage :
- restaurer l'autorité royale dans les villes du royaume en montrant le petit roi (Charles IX) et les petits princes (le prince Henri duc d'Orléans, le prince François et la princesse Marguerite) ;
- réconcilier les protestants et les catholiques et faire appliquer les édits de paix ;
- réconcilier la maison de Guise et la maison de Montmorency ;
- rencontrer les souverains étrangers : le duc Charles III de Lorraine, le duc Emmanuel-Philibert de Savoie, l'empereur Ferdinand Ier et le roi Philippe II d'Espagne (Catherine de Médicis n'a pas réussi à rencontrer ces deux derniers).

## Étapes

Carte du Grand tour de France de Charles IX

Remarque préalable : sous l'Ancien Régime, le repas de midi s'appelle le dîner (alors qu'aujourd'hui c'est généralement le déjeuner). À chaque fois qu'il est écrit que le roi dîne, cela veut dire qu'il mange le repas de midi.
Les étapes les plus importantes sont marquées en gras.
- Départ de Paris le 24 janvier 1564

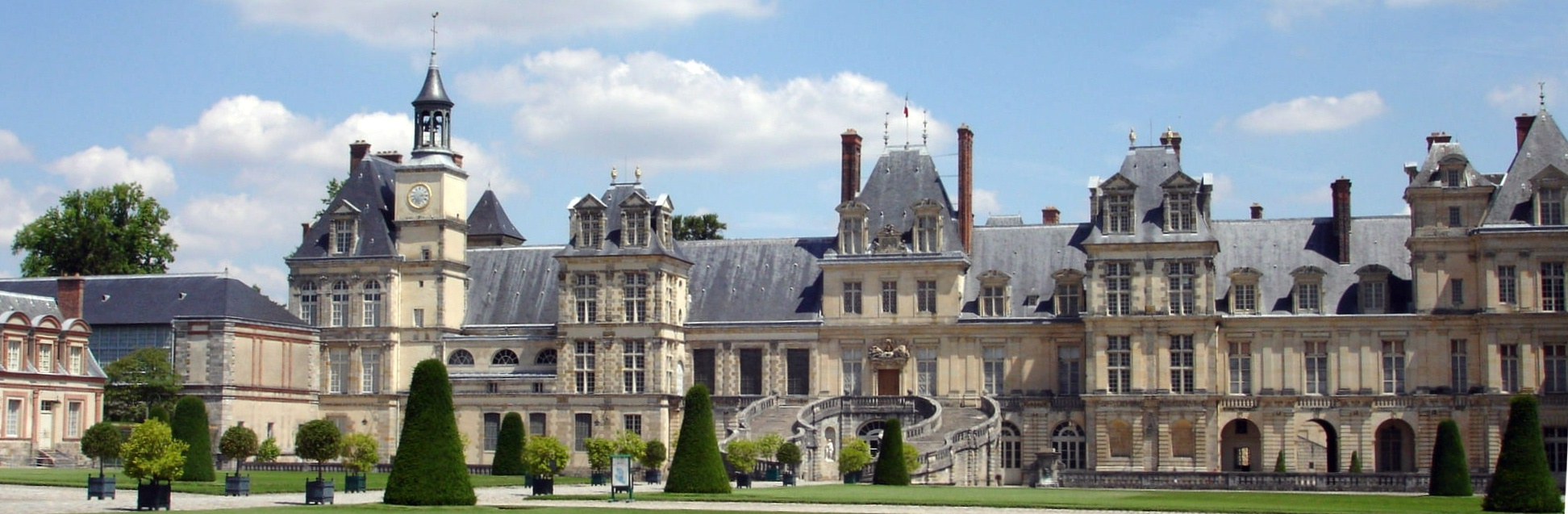
Charles IX séjourne au château de Fontainebleau du 31 janvier au 13 mars 1564.

- Saint-Maur-des-Fossés (du 24 au 30 janvier 1564) : séjour de cinq jours au château de Saint-Maur appartenant à la reine Catherine de Médicis.
- Corbeil (30-31 janvier 1564) : après avoir dîné à Villeneuve-Saint-Georges le 30 janvier, le roi s'arrête pour dormir à Corbeil.
- Fontainebleau (31 janvier au 13 mars 1564) : le roi reprend la route le 31 janvier, dîne au Lys et arrive dans la soirée au château de Fontainebleau. Après avoir assisté à de somptueuses fêtes pendant leur séjour au château, la Cour des Valois reprend la route le 13 mars 1564. Certains historiens considèrent que le départ de Fontainebleau est le véritable début du grand tour de France de Charles IX.

### En Champagne et duché de Bar
En quittant Fontainebleau, le roi pénètre en Champagne le 13 mars 1564. Il reste dans cette province jusqu'au 18 mai 1564, soit 66 jours (en comptant une petite excursion de douze jours dans le duché de Bar).
- Montereau-Fault-Yonne (13-14 mars 1564) : arrivé en Champagne, le roi dîne à Moret. Le soir il dort à Montereau-Fault-Yonne et y dîne le lendemain.
- Pont-sur-Yonne (14-15 mars 1564) : le roi y dort le 14 mars, et traverse l'Yonne sur un pont de bois le lendemain pour rejoindre Sens.
- Sens (15 au 17 mars 1564) : Sens est la première véritable ville que visite Charles IX pendant son tour de France.
- Villeneuve-l'Archevêque (17 au 21 mars 1564) : après avoir quitté Sens et dîné à Pont-sur-Vanne, le roi arrive à Villeneuve-l'Archevêque et y reste trois jours complets.
- Saint-Lyé (21 au 23 mars 1564) : le roi dîne dans le village de Saint-Liébault, actuellement Estissac, et arrive à Saint-Lyé le soir du 21 mars.
- Troyes (23 mars au 16 avril 1564) : le roi reste 24 jours dans la ville épiscopale de Troyes. Il y confirme la paix avec la reine d'Angleterre Élisabeth Ire le 6 avril.
- Saint-Sépulcre : le roi y dort le 16 mars et y dîne le lendemain.
- Arcis-sur-Aube (17-18 avril 1564) : le roi y dort le 17 avril et y dîne le lendemain.
- Poivres (18-19 avril 1564) : le roi y dort le 18 avril.
- Écury-sur-Coole (19-20 avril 1564) : après avoir dîné à Dommartin, le roi continue la route jusqu'au pauvre village d'Écury-sur-Coole où il s'arrête pour dormir avant son entrée à Châlons prévue le lendemain.
- Châlons (20 au 26 avril 1564) : arrivée du roi pour le dîner du 20 avril. Il reste six jours dans la ville épiscopale.
- Omey (26-27 avril 1564) : maison de Champagne où le roi dort le 26 avril et dîne le lendemain.
- Vitry-le-François (27 au 29 avril 1564) : visite de la ville nouvelle, car l'ancienne ville de Vitry-en-Perthois située à trois kilomètres au Nord-Est a brulé vingt ans plus tôt en 1544.
- Sermaize (29-30 avril 1564) : le roi dîne à Bignicourt et arrive dans la soirée à Sermaize pour dormir.

Charles IX et la Cour quittent momentanément le domaine royal le 30 avril 1564, pour pénétrer dans le duché de Bar.
- Fains (30 avril-1er mai 1564) : après être entré dans le duché de Bar, Charles IX fait sa première halte à Fains pour dormir. Il n'est plus qu'à quatre kilomètres de Bar-le-Duc.
- Bar le Duc (1er au 9 mai 1564) : le souverain et la Cour se retrouvent dans la capitale du duché de Bar, dans sa partie soumise au roi de France, dite "Barrois Mouvant". Catherine de Médicis rencontre le duc Charles III de Lorraine, duc de Lorraine et de Bar. Le 7 mai 1564, elle assiste au baptême de son premier petit-enfant, le futur Henri II de Lorraine, fils aîné du duc Charles III.
- Ligny-en-Barrois (9-10 mai 1564) : le roi y dort le 9 mai.
- Gondrecourt (10 au 12 mai 1564) : le cortège royal longe l'Ornain, dîne à Tréveray, et s'arrête à Gondrecourt pour dormir le 10 mai. Il reste dans la ville toute la journée du 11 mai, jour de l'Ascension de l'an 1564.

Charles IX et la Cour sont de retour dans le domaine royal le 12 mai 1564. Au total ils seront restés douze jours dans le Barrois Mouvant.
- Reynel (12-13 mai 1564) : après avoir quitté Gondrecourt, le roi retourne dans son domaine royal, dîne à Lezéville et s'arrête pour dormir au château de Reynel situé sur un mont.
- Chaumont-en-Bassigny (13-14 mai 1564) : en passant à côté du château de Montéclair, près du village d'Andelot, celui-ci salue le roi avec une grande abondance d'artillerie. Le roi continue ensuite sa route, dîne à Darmannes et dort dans la ville forte de Chaumont-en-Bassigny le 13 mai.
- Langres (15 au 17 mai 1564) : ville épiscopale où 6 000 hommes sortirent de la ville pour recevoir le roi.
- Montsaugeon (17-18 mai 1564) : le roi passe sa dernière journée complète en Champagne. Il dîne à Longeau et s'arrête pour dormir au grand village de Montsaugeon. Le lendemain, il entre en Bourgogne.

### En Bourgogne

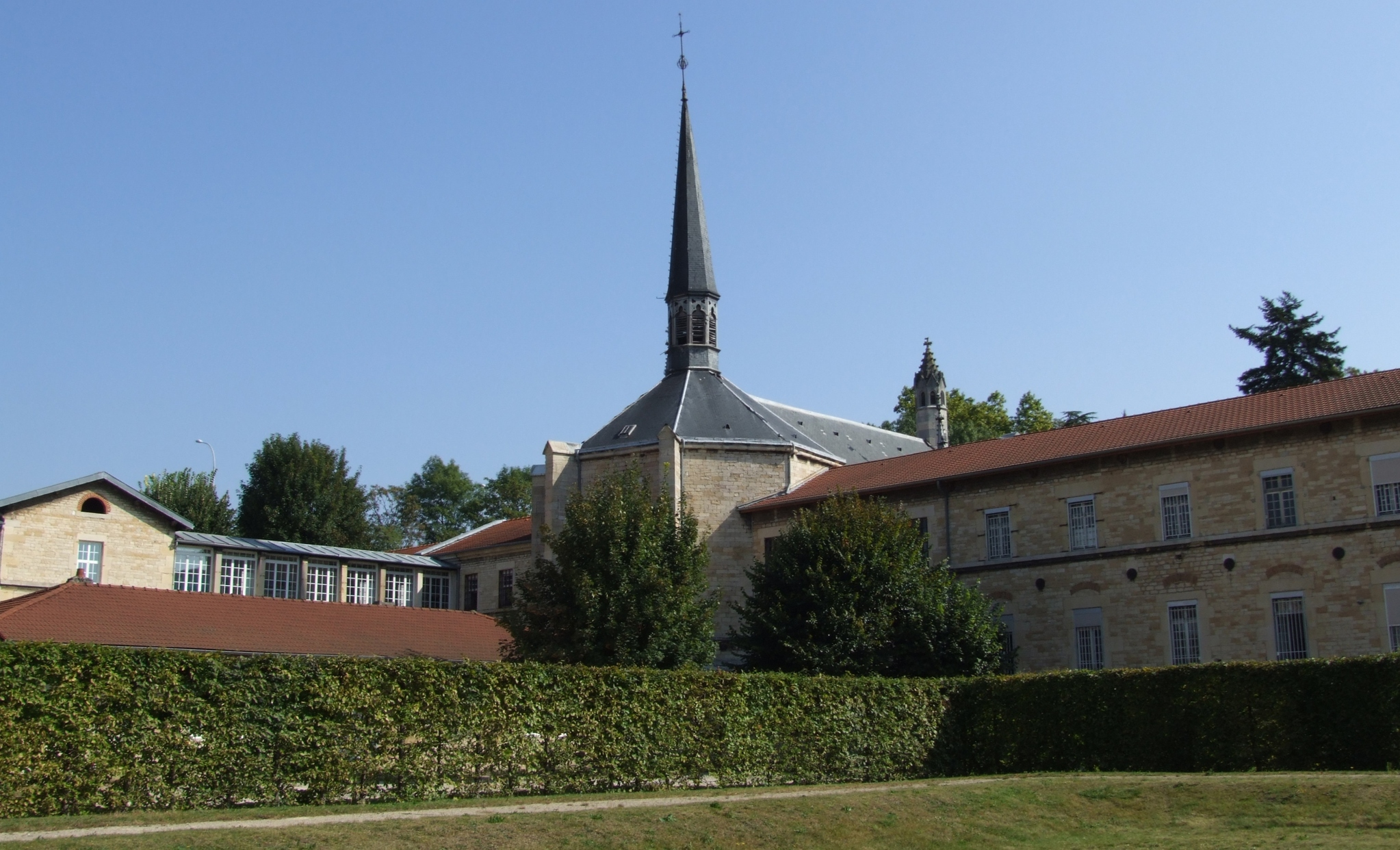
Le roi séjourne à la Chartreuse de Champmol du 19 au 22 mai 1564.

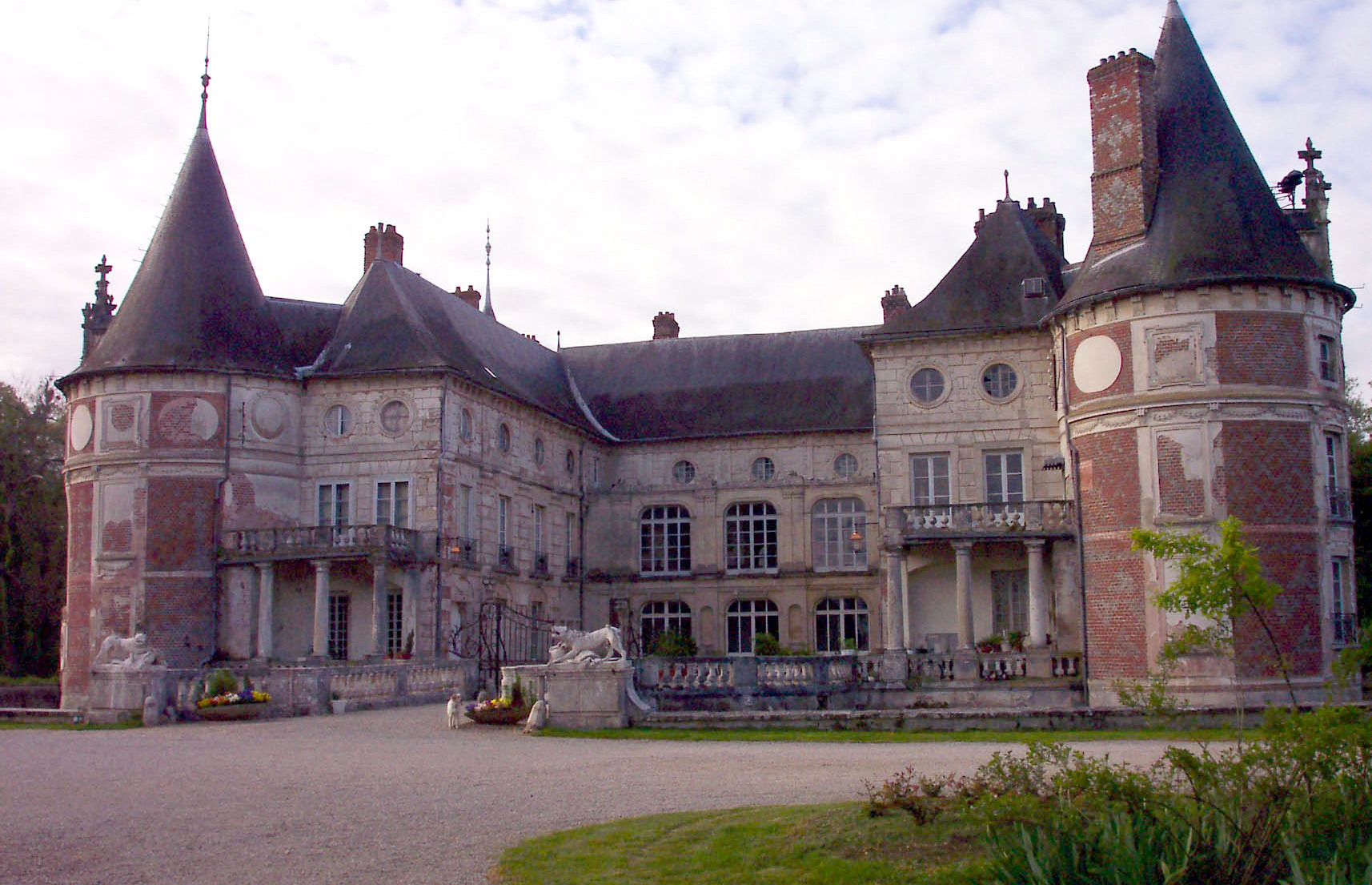
Charles IX dort au château de Longecourt dans la nuit du 27 au 28 mai 1564.

Charles IX pénètre en Bourgogne le 18 mai 1564. Il reste dans cette province jusqu'au 9 juin 1564, soit 22 jours.
- Gemeaux (18-19 mai 1564) : le souverain fait sa première halte en Bourgogne à Trichâteau (Til-Châtel aujourd'hui) puis s'arrête pour dormir à Gemeaux.
- Chartreuse de Champmol (19 au 22 mai 1564) : reparti de Gemeaux, le cortège royal dîne au village de Messigny et poursuit sa route jusqu'à la chartreuse de Champsol où le souverain peut admirer les sculptures magnifiques des tombeaux des ducs de Bourgogne. Son séjour à la chartreuse dure trois jours. Celle-ci se trouve à l'entrée ouest de Dijon.
- Dijon (22 au 27 mai 1564) : Charles IX fait son entrée dans la capitale épiscopale de la province de Bourgogne le 22 mai. Malgré la résistance du Parlement de Dijon, il fait enregistrer le 24 mai 1564 l'édit de la Paix d'Amboise. Son séjour à Dijon dure cinq jours et il dîne une fois chez Tavannes, le lieutenant général du gouvernement de Bourgogne.
- Longecourt (27-28 mai 1564) : la famille de Baissey accueille le roi au château de Longecourt-en-Plaine
- Pagny (28 au 30 mai 1564) : après avoir passé la Saône en bateau, Catherine de Médicis et Charles IX sont accueillis par le comte Chabot-Charny au château de Pagny. Ils restent deux jours pendant lesquels le seigneur du lieu leur fit de beaux festins.
- Ciel (30-31 mai 1564) : au matin, le roi quitte Pagny, traverse Seurre, dîne à Saunières sur le Doubs et dort à Ciel le 30 mai.
- Chalon (31 mai au 3 juin 1564) : le roi et sa cour reçoivent un accueil triomphal des Chalonnais. Le roi fait la fête-Dieu le 1er juin à Chalon. Le convoi quitte la ville le 3 juin pour s'embarquer sur des barges envoyées par la ville de Lyon pour que Charles IX navigue sur la Saône jusqu'à la capitale des Gaules.
- Mâcon (3 au 9 juin 1564) : arrêt du convoi naviguant sur la rivière pour une visite d'une ville stratégique sur la Saône. Le roi quitte la ville le 6 juin pour dîner et souper chez le comte de Bene à Pont-de-Veyle, puis remonte à Mâcon. Il quitte le Mâconnais et la Bourgogne le 9 juin pour se diriger vers Lyon et la vallée du Rhône.

### En Lyonnais et Dauphiné
Charles IX arrive à Lyon le 9 juin 1564, à proximité du Dauphiné qu'il commence à découvrir un mois plus tard, le 9 juillet 1564. Il reste dans cette province jusqu'au 21 septembre 1564. Ainsi, il a séjourné un mois dans le Lyonnais et 74 jours dans le Dauphiné.
- Lyon (9 juin au 9 juillet 1564) : le convoi royal arrive le 9 juin à l'abbaye de l’île Barbe, au nord de Lyon. Le roi va souper à Lyon le 10 juin chez François de Scépeaux, maréchal de Vieilleville, puis retourne sur l'île Barbe. Le lendemain, il va de nouveau chez le maréchal de Vieilleville pour passer sa première nuit dans la ville. Ce n'est que le 13 juin qu'il fait son entrée solennelle avec la reine-mère. Ils visitent pendant leur séjour essentiellement des monastères et des églises saccagés par les huguenots. Le souverain signe un édit interdisant le culte protestant dans la ville. Le roi reçoit aussi une décoration. Il s'agit de l'Ordre de la Jarretière de la reine Élisabeth Ire d'Angleterre.

Pendant son séjour dans le Lyonnais, le roi fait quelques escapades en dehors de la ville. Le 29 juin, il dîne et soupe à Beauregard, une petite maison de Thomas de Gadagne, située à Saint-Genis-Laval. La famille Gadagne est originaire de Florence en Toscane. Catherine de Médicis qui aime fort les florentins établis en France, est très heureuse d'y accompagner le roi. Le 4 juillet, Charles IX dîne à Miribel pour recevoir le duc de Savoie Emmanuel-Philibert et la duchesse de Savoie Marguerite, fille de François Ier de France, avec lesquels il retourne à Lyon. Le 6 juillet, il dîne au château de Perron à Oullins chez Albert de Gondi, seigneur de Perron. Mais la peste sévissant à Lyon depuis le mois d'avril oblige la Cour à quitter la ville le 9 juillet 1564 et de s'établir à Crémieu.

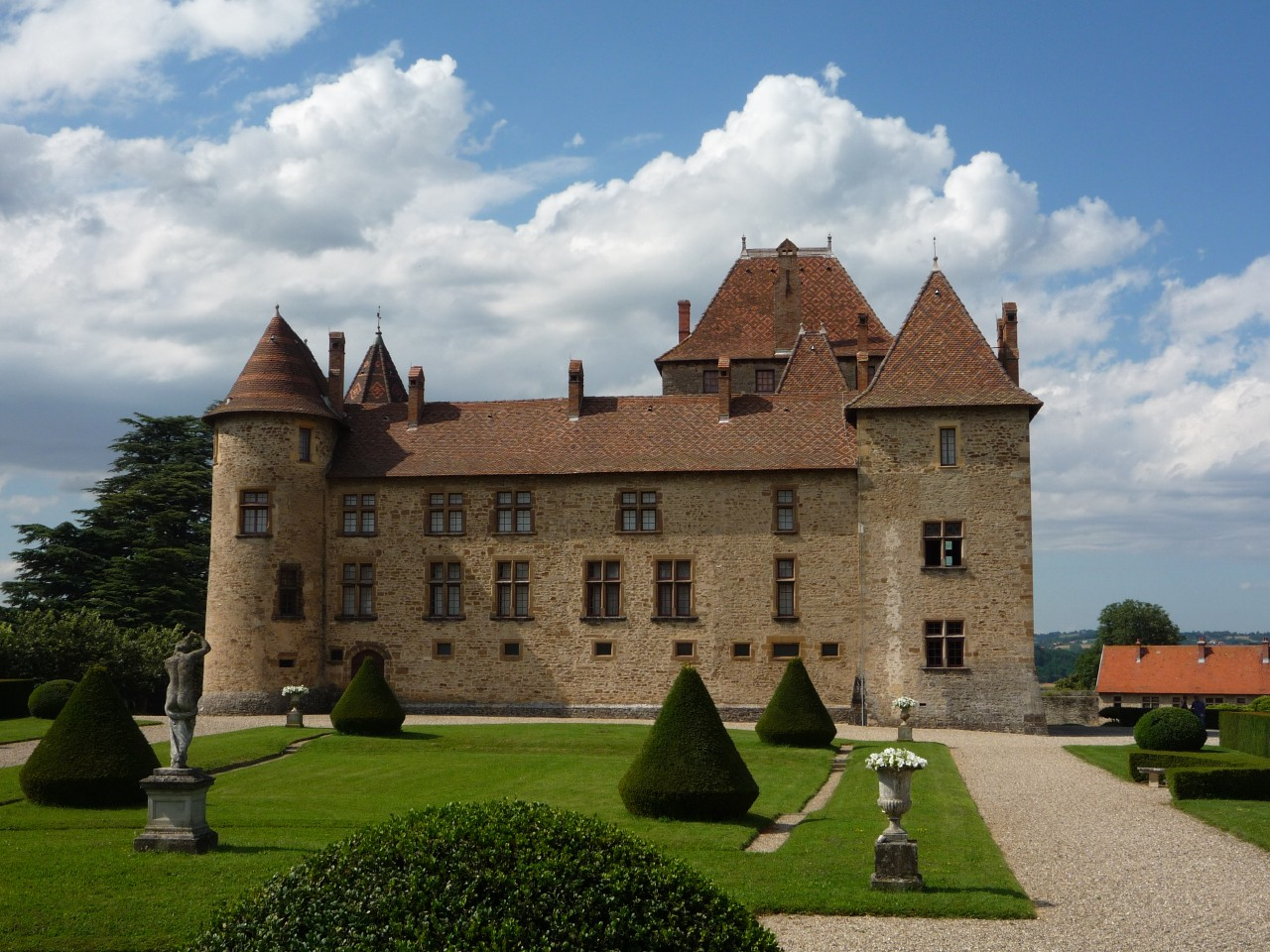
Charles IX est accueilli au château de Septème pour la nuit du 16 au 17 juillet 1564.

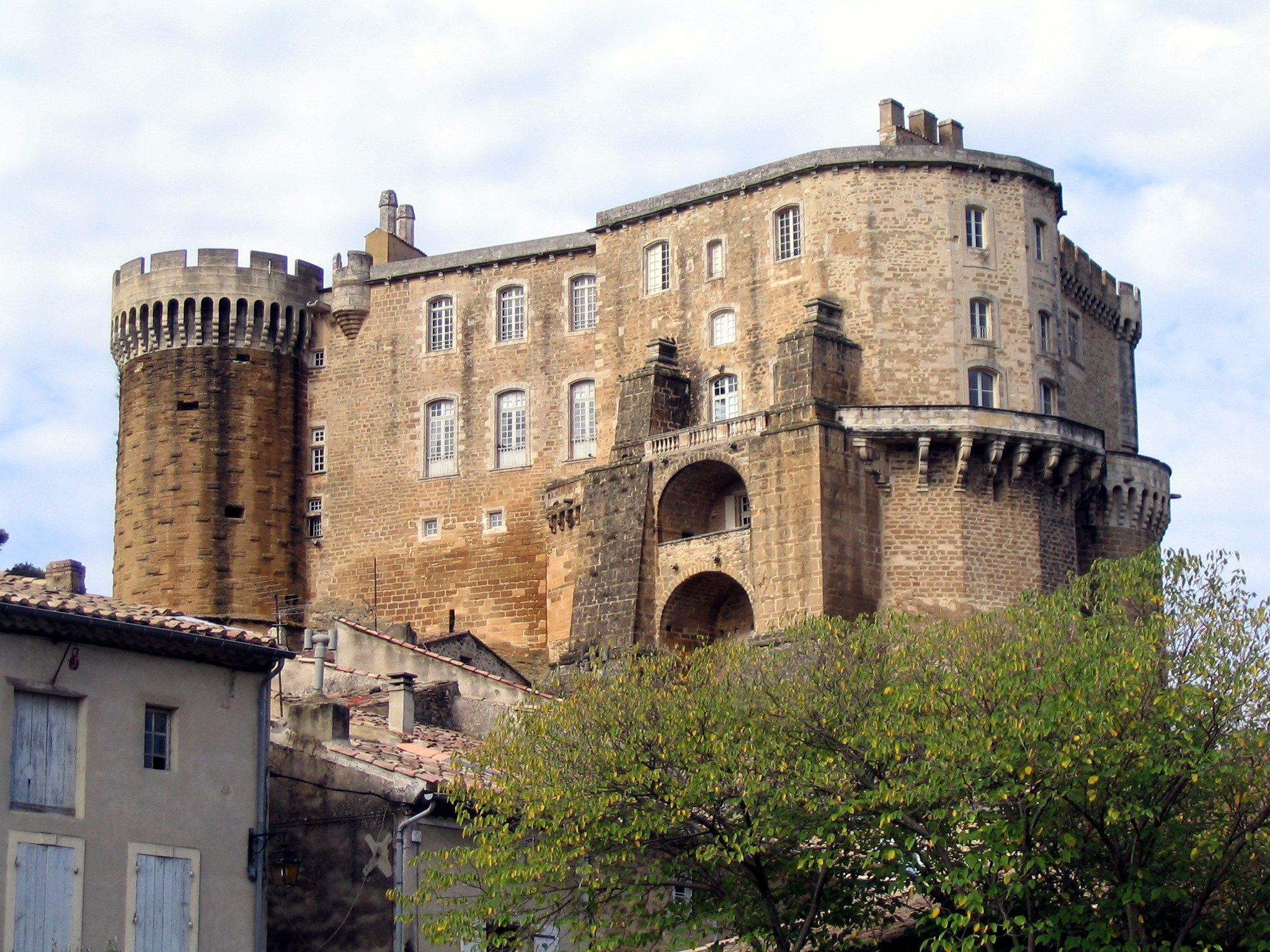
Le roi dîne au château de Suze-la-Rousse le 21 septembre 1564.

- Crémieu (9 au 16 juillet 1564) : quittant Lyon, le roi pénètre en Dauphiné en dînant à Pont-de-Chéruy et s'établissant sept jours à Crémieu.
- Septème (16-17 juillet 1564) : après Crémieu, le roi reprend la direction du sud, dîne à Heyrieux puis est accueilli pour la nuit au château de Septème.
- Roussillon (17 juillet au 15 août 1564) : le roi quitte Septème, dîne au village des Côtes-d'Arey et arrive au château de Roussillon dans la soirée du 17 juillet pour y passer un séjour de 28 jours. Il est reçu par le neveu du cardinal François de Tournon. C'est pendant cette période qu'il signe l'Édit de Roussillon qui choisit une date unique, le 1er janvier, pour faire débuter l'année en France.
- Jarcieu (15-16 août 1564) : après un mois passé à Roussillon, le roi quitte la ville au matin du 15 août, dîne à Anjou et passe la nuit à Jarcieu.
- Romans (16 au 22 août 1564) : le roi reprend la route, dîne à Châteauneuf et arrive à Romans pour y passer six jours. En quittant la ville le 22 août, il traverse l'Isère sur un pont pour prendre la direction de Valence.
- Valence (22 août au 2 septembre 1564) : le roi séjourne douze jours dans la ville épiscopale. Il quitte la ville étonnamment le 2 septembre après le souper du soir.
- L'Étoile (2 au 13 septembre 1564) : le roi étant parti de Valence dans la soirée du 2 septembre, il n'a pas le temps d'aller bien loin. Il s'arrête au village de L'Étoile, aujourd'hui Étoile-sur-Rhône, à onze kilomètres au sud de Valence. Tombant alors malade, il doit rester dix jours à L'Étoile.
- Loriol (13-14 septembre 1564) : le roi y dîne et y dort.
- Montélimar (14 au 19 septembre 1564) : avant d'arriver à Montélimar, le roi dîne au hameau de Derbières (sur la commune actuelle de La Coucourde). Il entre dans Montélimar le 14 septembre et y reste quatre jours complets.
- Donzère (19-20 septembre 1564) : le roi y dîne et y dort.
- Saint-Paul-Trois-Châteaux (20-21 septembre 1564) : Charles IX dîne au château de La Garde-Adhémar, appartenant au baron Antoine Escalin des Aimars, puis s'installe pour la nuit à la ville épiscopale de Saint-Paul-Trois-Châteaux.

Charles IX s'arrête une dernière fois dans le Dauphiné à Suze, le 21 septembre 1564, pour dîner au château de Suze-la-Rousse. Le roi et la reine-mère assistent au baptême de Charlotte-Catherine, seconde fille de François de la Baume, le seigneur du lieu. Le roi en devient son parrain. Après une belle collation de toutes sortes de confitures, offert à la suite du baptême, le souverain reprend la route pour le Comtat Venaissin.

### Le Comtat Venaissin et la Provence
Charles IX pénètre en Comtat Venaissin le 21 septembre 1564 (c'est la deuxième fois, après le duché de Lorraine, que le roi quitte son royaume), puis en Provence le 16 octobre 1564. Il reste dans cette province jusqu'au 11 décembre 1564. En tout, il a séjourné 81 jours dans le Comtat Venaissin et la Provence.
- Bollène (21-22 septembre 1564) : c'est la première halte du roi dans le Comtat Venaissin.
- Caderousse (22-23 septembre 1564) : avant d'arriver à Caderousse pour dormir, le roi traverse Mondragon, une petite ville provençale enclavée dans le Comtat Venaissin, dîne à Mornas, et passe à côté de la ville épiscopale d'Orange.
- Pont-de-Sorgue (23-24 septembre 1564) : le roi passe la nuit du 23 septembre à Pont-de Sorgue (aujourd'hui Sorgues) dans le palais des papes de la ville. Il y dîne le lendemain avant de faire son entrée à Avignon.
- Avignon (24 septembre au 16 octobre 1564) : le roi fait son entrée magnifique dans la ville archiépiscopale le 24 septembre puis assiste aux vêpres à la cathédrale Notre-Dame des Doms avec le cardinal Alexandre Farnèse, le légat pontifical qui l'accueille. Charles IX reste 21 jours complets dans la ville. Il assiste notamment aux fêtes de Saint-Michel le 29 septembre et admire le palais des Papes. Pendant son séjour, un grand vent élevait des pierres de la taille d'une noix jusqu'au visage. Le jour de son départ, le roi traverse la Durance, une rivière très difficile à franchir à l'époque, sur un pont de bateau que l'on avait construit pour cette occasion.

Après 25 jours passé dans le Comtat Venaissin, Charles IX retrouve son royaume et visite la Provence.
- Saint-Rémy (16-17 octobre 1564) : pour son premier dîner en Provence, le roi fait une halte à Châteaurenard puis poursuit son voyage jusque Saint-Rémy pour y dormir.
- Salon-de-Crau (17-18 octobre 1564) : le roi dîne dans une maison seule à Touret avant d'arriver le soir du 17 octobre à Salon-de-Crau, qui s'appelle aujourd'hui Salon-de-Provence. La famille royale rend visite à Nostradamus. À cette occasion, la reine-mère le nomme médecin et conseiller du roi.
- Lambesc (18-19 octobre 1564) : le roi y dîne et y dort.
- Aix (19 au 24 octobre 1564): Le roi dîne dans une maison à Saint-Jean-de-la-Sale et arrive à Aix le 19 octobre, ville archiépiscopale et capitale de la province de Provence. Il est accueilli par la cour des Comptes, alors que la ville est en révolte contre le gouverneur de Provence, qui est jugé par la population comme trop tolérant avec les protestants. Il va au parlement le 23 octobre et fait abattre le pin d’Eguilles, où les catholiques avaient pendu de nombreux protestants les années précédentes.
- Saint-Maximin (24-25 octobre 1564) : après avoir quitté Aix, le roi dîne à Pourrières et dort à Saint-Maximin. Le lendemain il se rend à l'abbaye de la Sainte-Baume (actuellement basilique Sainte-Marie-Madeleine) ancrée sur un rocher fort haut où Sainte-Marie-Madeleine faisait pénitence.
- Brignoles (25-27 octobre 1564) : après avoir passé de « hautes et fâcheuses montagnes » depuis la Sainte-Baume, le roi arrive à Brignoles dans la nuit à deux heures et demie. Il dîne et se couche ensuite. Il fait son entrée officielle dans la ville le lendemain, et fait présenter la collation aux demoiselles de la ville qui sont fort bien habillées. Elles dansent devant lui la volte et la martingale.

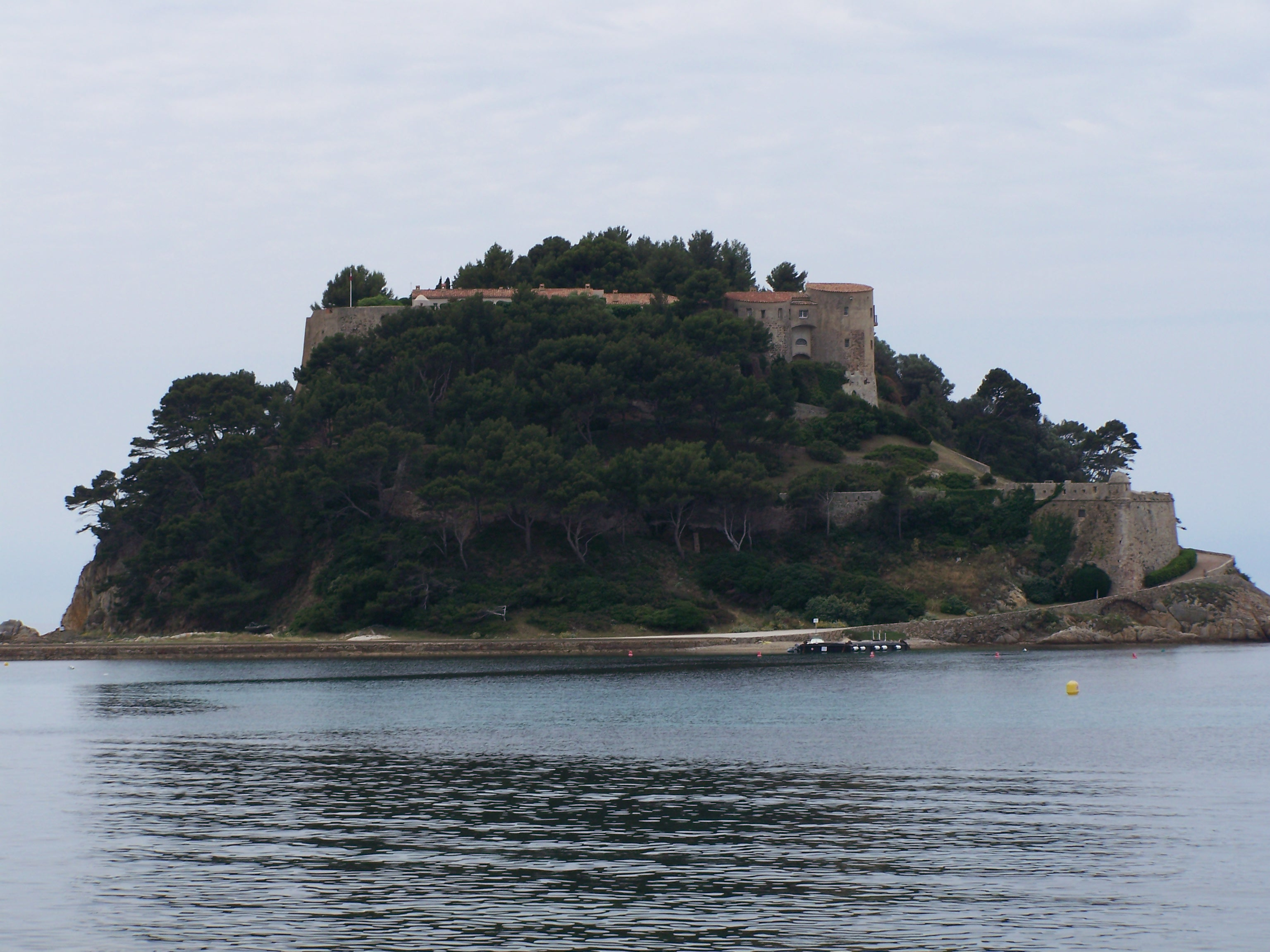
Charles IX dîne au Fort de Brégançon le 30 octobre 1564.

- Cuers (27-28 octobre 1564) : le roi dîne à Garéoult puis dort à Cuers. C'est dans cette ville que commencent les orangers qui surprennent tant le roi. Autour de la ville, il y a une très grande abondance d'orangers, de palmiers, de poivriers...
- Hyères (28 octobre au 2 novembre 1564) : le cortège royal dîne à Solliès et remarque la grande abondance d'orangers, avant d'arriver à Hyères le 28 octobre. Le roi y séjourne 5 jours. Le 30 octobre, il dîne au fort de Brégançon, et le 1er novembre il assiste à la fête de la Toussaint.
- Toulon (28 octobre au 4 novembre 1564) : le roi découvre pour la première fois la mer. Il assiste à une fête navale, et le 3 novembre, le marquis René II d'Elbeuf étant arrivé avec des galères bien équipées, il en profite pour aller se promener en mer après le dîner.
- La Cadière (4-5 novembre 1564) : le roi fait une brève halte pour dîner à Ollioules, mais la ville en profite pour lui offrir un oranger. Le soir, après avoir traversé des rochers forts hauts et fâcheux, il dort à La Cadière. Il y dîne aussi le lendemain.
- Aubagne (5-6 novembre 1564) : après avoir encore traversé de fâcheuses roches, dort à Aubagne.
- Marseille (6 au 13 novembre 1564) : le roi fait son entrée dans la ville épiscopale avec les compagnies de la ville en armes. Le 9 novembre, le roi et la reine-mère assistent à une messe pour célébrer une galère qu'ils baptisent Charlotte-Catherine. Le 10 novembre, Charles IX s'embarque sur la galère La Réale, accompagné de treize autres galères, pour aller dîner au château d'If. Celui-ci se trouve sur une île difficile d'accès, au large de Marseille. Le vent n'ayant pas permis aux galères d'aborder, le roi se contenta de dîner sur son bateau. Après cela, les galères se séparèrent en deux escadres et combattirent.

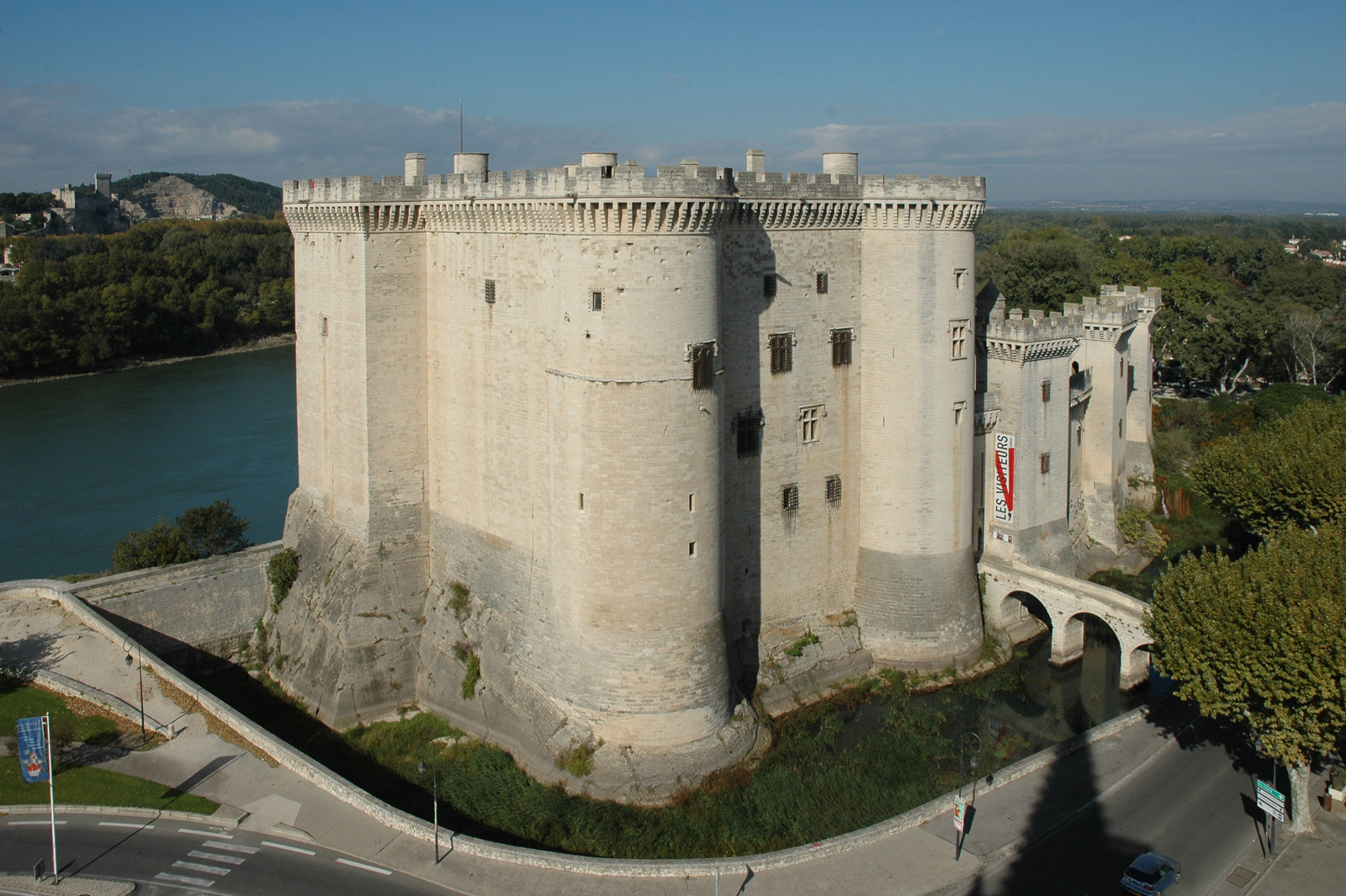
Charles IX séjourne au château de Tarascon du 7 au 11 décembre 1564.

- Marignane (13-14 novembre 1564) : après avoir quitté Marseille, il dîne à la bastide de la Bédoulle et arrive à Marignane pour dormir. Il y reste aussi pour le dîner du lendemain.
- Martigues (14-15 novembre 1564) : le souverain s'embarque à Marignane sur l'étang de Berre pour rejoindre Martigues. Il y dort et y dîne le lendemain.
- Saint-Chamas (15-16 novembre 1564) : le roi s'embarque de nouveau et va à au nord de l'étang de Berre à Saint-Chamas pour y passer la nuit.
- Arles (16 novembre au 7 décembre 1564) : après avoir dîné dans l'une des trois maisons de Saint-Martin dans la plaine de Crau, il arrive à Arles le 16 novembre. Il est assiégé dans la ville archiépiscopale par de grandes eaux du Rhône, et doit rester 21 jours. Il quitte la ville après le dîner du 7 décembre.
- Tarascon (7 au 11 décembre 1564) : Charles IX et sa mère séjournent à Tarascon pendant trois jours complets pour faire passer les équipages de la Cour avec des bateaux et beaucoup de peines. Ils assistent pendant ce temps à des fêtes données en leurs honneurs et vont prier au tombeau de sainte Marthe à l'église de Tarascon.

### En Languedoc
Charles IX pénètre en Languedoc en traversant le Rhône le 11 décembre 1564 à la hauteur de Tarascon et Beaucaire. Il reste dans cette province jusqu'au 21 mars 1565, soit 100 jours (soit plus de trois mois).
- Sernhac (11-12 décembre 1564) : après la traversée du Rhône en bateau, le roi dîne à Beaucaire puis prend la route du Pont du Gard en se dirigeant à Sernhac pour dormir.
- Nîmes (12 au 14 décembre 1564) : avant d'arriver à Nîmes dans la soirée du 12 décembre, le roi fait un détour par le château de Saint-Privat pour dîner et pour admirer le Pont du Gard. Le seigneur de Crussol offre au roi une collation, des confitures et des nymphes qui sortent de dessous un grand rocher. Le lendemain, le roi reste toute la journée à Nîmes.
- Vauvert (14-15 décembre 1564) : le roi y dîne et y dort.
- Aigues-Mortes (15-16 décembre 1564) : le roi dîne et dort dans cette ville forte au milieu des marécages de mer.
- Montpellier (16 au 30 décembre 1564) : le roi dîne à Saint-Brès et fait son entrée dans la ville épiscopale le 16 décembre. À son arrivée, les habitants donnent au roi un divertissement de danse, devant son logis, avec des danseurs masqués tenant dans leurs mains des farceaux tout fleuris et des musiciens jouant de la trompette. Le 25 décembre, il assiste à la fête de Noël et fait faire une procession générale le lendemain où tous les habitants de la ville devaient être présent sous peine de 100 livres d'amende. Le 28 décembre, il va dîner à Villeneuve qui est situé à côté de Maguelonne, au milieu d'un marécage de mer où l'on trouve beaucoup de grands oiseaux appelés Flamants.
- Poussan (30 décembre 1564 au 1er janvier 1565) : en quittant Montpellier, le souverain s'arrête à Fabrègues pour dîner puis dort à Poussan. Il y reste pour la dernière journée de l'année 1564.
- Florensac (1-2 janvier 1565) : le roi dîne et dort à Florensac pour la première journée de l'année 1565.
- Agde (2-3 janvier 1565) : le roi dîne et dort à Agde le 2 janvier. Le lendemain matin, il traverse l'Hérault par-dessus un pont de barques.
- Béziers (3-4 janvier 1565) : le roi dîne à Villeneuve à côté de Béziers, et ne reste qu'une seule nuit dans la ville épiscopale.
- Narbonne (4 au 11 janvier 1565) : parti de Béziers le matin du 4 janvier, le roi est déjà dans la ville épiscopale de Narbonne le soir même. Le midi, il a dîné entre les deux villes à Nissan. Pendant son séjour à Narbonne, le roi part en excursion à la frontière sud du royaume avec l'Espagne. Il s'arrête pour dormir à Sigean le 7 janvier. Le lendemain, il part dîner à Leucate, la forteresse située sur la frontière sud du royaume et sur la Méditerranée. Il remonte dormir une seconde nuit à Sigean et retourne à Narbonne le 9 janvier. En tout, il ne reste que trois jours complets à Narbonne: les 5, 6 et 10 janvier.

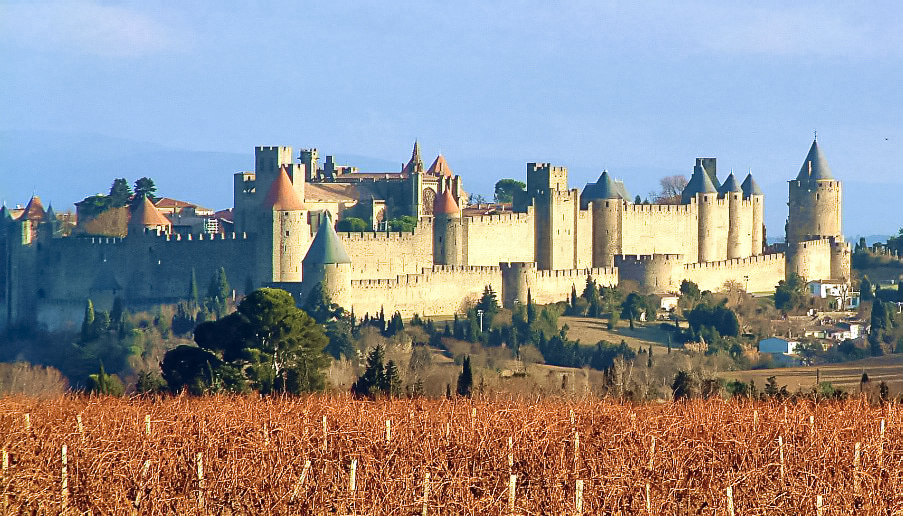
Charles IX est bloqué dans la cité de Carcassonne (la ville haute) entre le 12 et le 22 janvier 1565 à cause de la neige.

- Mons (11-12 janvier 1565) : après avoir quitté Narbonne le 11 janvier, il dîne dans le village de Canet et dort dans le pauvre village de Mons.
- Carcassonne (12 au 26 janvier 1565) : le roi arrive dans la cité épiscopale de Carcassonne le 12 janvier après avoir dîné à Barbaira. Il s'installe dans la ville haute. Il doit repartir dès le lendemain, mais une grande quantité de neige tombant pendant dans la nuit l'oblige à rester 14 jours dans la ville. Pour passer le temps, il s'amuse à faire défendre un bastion construit avec de la neige dans la cour de son logis, contre d'autres bastions construits à la fois dans la ville haute et la ville basse. Les pages et les laquais attaquent le bastion défendu par les gardes du roi et le gagnent au bout de deux heures. Charles IX réussit à quitter la ville haute le 22 janvier pour aller dormir à la ville basse.
- Montréal (26-27 janvier 1565) : le roi finit par quitter Carcassonne le 26 janvier. Il dîne à Arzens puis dort à Montréal, le plus ancien village à porter le nom de Montréal.
- Villespy (27-28 janvier 1565) : le roi dîne au monastère de Prouilhe près du village de Fanjeaux et remonte sur Villespy[1] pour passer la nuit au château[2].
- Castelnaudary (28 au 30 janvier 1565) : en direction de l'ouest, le cortège royal fait un petit détour par le château de Ferrals près de Saint-Papoul, où le roi fait l'honneur d'aller dîner chez le baron de Malras. Le château est une des plus belles bâtisses du haut Languedoc à l'époque. Le baron offre au roi un dîner d'une somptuosité extraordinaire, car après que l'on a enlevé les tables, le plafond de la salle et les combles sont ouverts grâce à des machines, pour laisser place à la lumière du jour accompagnée d'une grande grêle de dragées et d'une pluie d'eau de senteur. Celle-ci est si abondante que l'on doit donner un manteau au roi. La Cour avoue que depuis le début du voyage du roi, il ne lui avait pas été fait de régal si magnifique. Le soir même, le roi se rend à Castelnaudary pour y passer la nuit et la journée du lendemain.
- Villenouvelle (30-31 janvier 1565) : le roi dîne à Avignonet, fait son entrée puis traverse Ville-franche, et passe la nuit à Villenouvelle. Le lendemain, 31 janvier, il y reste pour y dîner.
- Toulouse (31 janvier au 19 mars 1565) : quittant Villenouvelle après le dîner, le roi fait son entrée à Baziège puis Montgiscard avant d'entrer à Toulouse. Le lendemain, 1er février, le roi voit passer les compagnies du pays avant de faire son entrée solennelle dans la ville. Il reste 46 jours complets dans la ville rose. Le 8 février, il se rend au parlement. Le 20 février les capitouls lui offrent un beau festin au Capitole. Le 4 mars, après avoir traversé la Garonne avec un bateau, il dîne au château de Saint-Michel pour y faire son carême-prenant et assister au mariage du marquis Jean de Montboissier. Pendant son long séjour à Toulouse, le roi fait également sa confirmation avec son frère Alexandre Edouard qui prend le nom d'Henri (futur Henri III).
- Fronton (19-20 mars 1565) : le roi quitte Toulouse le 19 mars, dîne à Saint-Jory et passe la nuit à Fronton.
- Montauban (20-21 mars 1565) : le roi dîne au château de Clau et arrive aux portes de Montauban le 20 mars. Il exige que les Montalbanais rasent leurs fortifications pour l'accueillir, car la ville avait résisté à trois sièges de Blaise de Montluc. Après négociations et acceptations, le roi traverse le Tarn sur un pont de pierre et fait son entrée dans la liesse le 20 mars 1565.

Charles IX s'arrête une dernière fois dans le Languedoc pour dîner à Labastide-du-Temple le 21 mars 1565, et reprend la route pour se rendre dans la province de Guyenne.

### En Guyenne

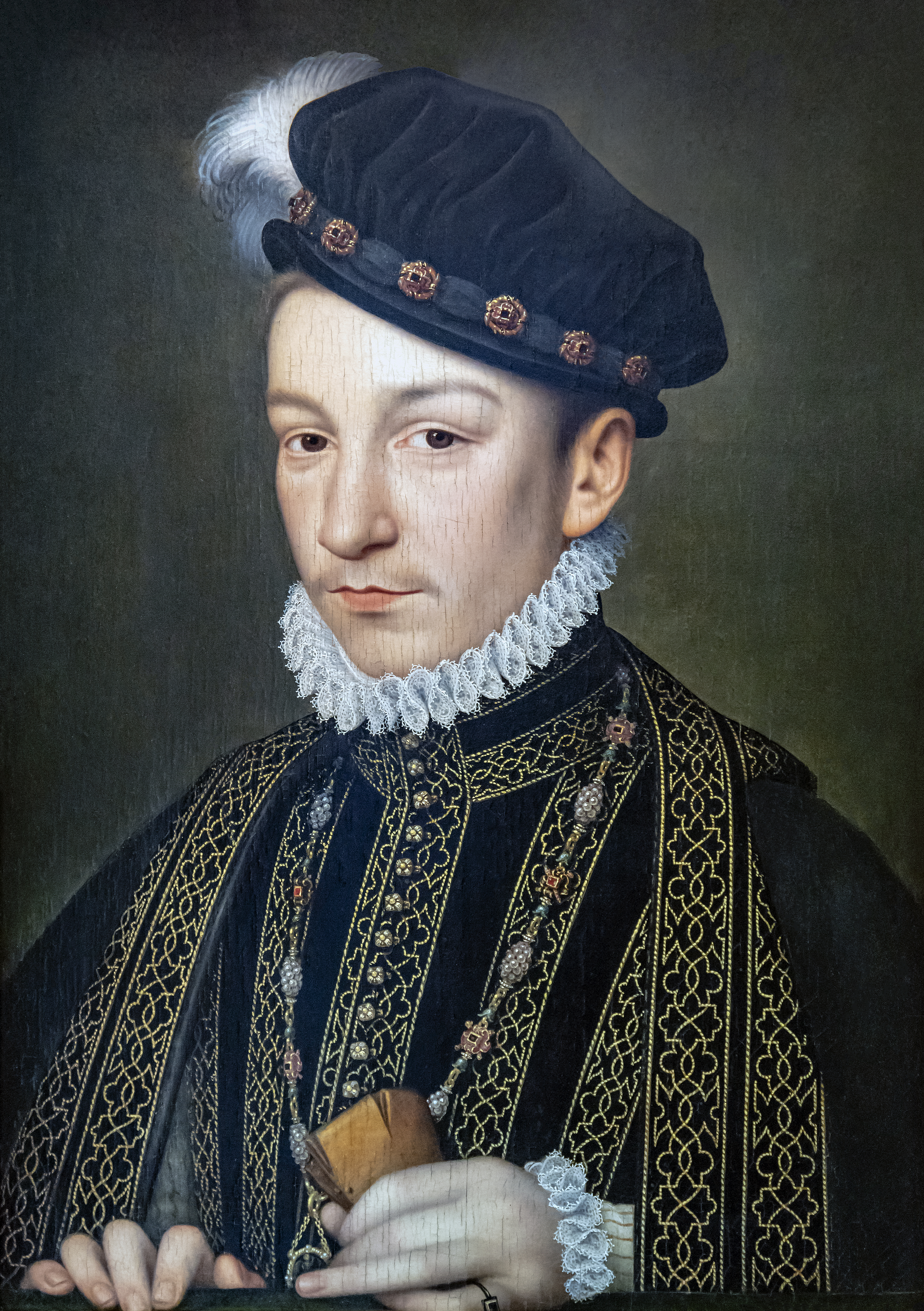
Charles IX en 1565 par François Clouet.

Charles IX pénètre dans la province de Guyenne le 21 mars 1565 après avoir traversé le Tarn sur un pont de bois couvert près de Moissac. Il reste dans cette province jusqu'au 13 août 1565, soit 145 jours (soit plus de quatre mois).
- Moissac (21-22 mars 1565) : la première halte du roi dans la province de Guyenne est à Moissac dans le Quercy. Il y dort le soir du 21 mars.
- Lamagistère (22-23 mars 1565) : le roi dîne à Pommevic, fait son entrée à Valence et dort le soir du 22 mars à Lamagistère où se trouvent trois pauvres maisons sur le bord de la Garonne. Le lendemain, le roi s'embarque sur un beau bateau que les capitouls de Toulouse lui avaient fait construire.
- Agen (23 au 27 mars 1565) : sur son bateau, le roi se rend au château de Lafox pour dîner, puis fait son entrée dans la ville épiscopale d'Agen dans la soirée du 23 mars. Le 25 mars, Charles IX assiste avec la reine-mère au baptême d'une fille de Blaise de Monluc nommée Charlotte-Catherine. Le roi quitte la ville le 27 mars en reprenant le bateau sur la Garonne.
- Aiguillon (27-28 mars 1565) : le cortège royal s'arrête à Port-Sainte-Marie pour dîner, puis à Aiguillon pour dormir le soir du 27 mars et y dîner le lendemain.
- Marmande (28-29 mars 1565) : venant d'Aiguillon, le roi y dort le 28 mars et y dîne le lendemain.
- La Réole (29 au 31 mars 1565) : venant de Marmande, le roi y dort deux nuits et repart le 31 mars après dîner.
- Cadillac (31 mars-1er avril 1565) : venant de La Réole, le roi y dort le 31 mars et y dîne le lendemain.
- Bordeaux (1er avril au 3 mai 1565) : le roi y dort deux nuits, puis sort de la ville pour séjourner au château de Thouars[3] du 3 au 9 avril. Finalement ce n'est qu'à son retour le 9 avril qu'il fait son entrée solennelle à Bordeaux. Le 12 avril, il siège au parlement de Bordeaux. Le 18 avril, il donne audience au duc de Parme Alexandre Farnèse et au comte d'Egmond lamoral qui allaient en poste en Flandre. Le dimanche 22 avril, il assiste aux fêtes de Pâques. Il quitte la ville dans la matinée du 3 mai pour prendre la direction de Bayonne.
- Castres (3-4 mai) : après avoir dîné à la maison de Montplaisir, le roi s'installe au pauvre village de Castres pour y passer la nuit du 3 mai.
- Langon (4-5 mai 1565) : le roi y dîne et y dort.
- Bazas (5 au 7 mai 1565) : le souverain arrive dans la ville épiscopale le 5 mai pour le dîner. Le lendemain, la cité lui offre un combat de taureaux où les hommes attaquent ces animaux avec de grands aiguillons. Il quitte la ville le 7 mai au matin.
- Captieux (7-8 mai 1565) : Charles IX traverse le Ciron sur le pont de pierre de Beaulac qui sépare les terres royales des terres de Navarre. Il dîne et dort ensuite à Captieux.
- Roquefort (8-9 mai 1565) : le roi dîne aux Traverses près de Retjons, au milieu des Landes, puis s'arrête pour dormir à Roquefort.
- Mont-de-Marsan (9 au 24 mai 1565) : continuant son chemin dans les Landes, le roi fait une halte de 15 jours à Mont-de-Marsan.
- Tartas (24 au 28 mai 1565) : quittant Mont-de-Marsan le 24 mai, le souverain continue son périple au milieu des landes, dîne à Meilhan et arrive à Tartas pour un séjour de 3 jours.
- Dax (28-29 mai 1565) : le roi dîne à Pontonx, traverse l'Adour sur un pont de pierre et s'installe pour la nuit dans la ville épiscopale de Dax.

Charles IX séjourne à Bayonne et Saint-Jean-de-Luz du 29 mai au 12 juillet 1565 pour participer à l'entrevue de Bayonne qui doit avoir lieu avec le roi d'Espagne Philippe II. Finalement, ce dernier ne viendra pas et se fait remplacer par son épouse à l'Entrevue du 15 juin au 2 juillet.
- Bayonne (29 mai au 12 juin 1565) : dans la journée du 29 mai, Charles IX dîne à Saubusse après avoir quitté Dax, puis s'embarque l'après-midi sur l'Adour pour naviguer jusqu'à Bayonne. Il ne fait son entrée solennelle dans la ville que le 3 juin après avoir vu défiler les compagnies de la ville. Le 10 juin, il assiste à la fête de la Pentecôte. Il quitte Bayonne après le dîner du 12 juin pour aller dormir à Saint-Jean-de-Luz.
- Saint-Jean-de-Luz (12 au 15 juin 1565) : le roi passe deux nuits dans cette ville. Le 13 juin, il devient le parrain d'une galéasse que l'on nomme Caroline. Le 14 juin, il part après le dîner pour aller chercher sa sœur, la reine d'Espagne, à Hendaye au niveau de la frontière du royaume. Il prend avec lui son régiment qui l'a toujours suivi depuis le début de son voyage. Celui-ci est composé de dix compagnies de gens à pied dirigées par le colonel Philippe Strozzi, quatre compagnies de gens en armes et une compagnie de chevau-légers. La reine d'Espagne, quant à elle, après avoir diné à Irun, descend la montagne accompagnée de trois-cents archers à cheval de la garde du roi d'Espagne et une enseigne de gens à pied. Catherine de Médicis s'embarque ensuite pour aller chercher sa fille aînée au milieu de la Bidassoa. Elle est très émue de pouvoir enfin la serrer sur son cœur car elle ne l'a pas vue depuis près de six ans. Charles IX est resté sur les bords du fleuve avec la Cour pour pouvoir embrasser sa sœur.
- L'entrevue de Bayonne (15 juin au 2 juillet 1565) : la reine-mère et le roi retournent à Bayonne le 15 juin pour préparer l'arrivée de l'ambassade espagnole. L'Entrevue de Bayonne entre les deux royaumes va durer jusqu'au 2 juillet 1565. Catherine de Médicis souhaitait présenter au roi d'Espagne une France riche, capable de discuter d'égal à égal avec lui, mais Philippe II d'Espagne s'est dérobé à l'invitation et a envoyé son épouse et le duc d'Albe pour le représenter. Celui-ci demande à la France de préciser ses intentions à l'égard des "hérétiques", car son pays a su se montrer très ferme à leur égard. L'entrevue de Bayonne est accompagnée de festins et de fêtes ; le roi touche aussi un grand nombre d'Espagnols accompagnant la reine d'Espagne pour être guéris de leurs écrouelles, car le roi de France est connu pour guérir cette maladie simplement en touchant les malades. Le 18 juin, le roi donne audience à un ambassadeur du sultan Soliman le Magnifique qui est venu pour demander un port de mer en Provence pour rafraîchir son armée au cas où celle-ci ne prendrait pas l'île de Malte, car les Ottomans en font le siège depuis le 18 mai 1565. Le 23 juin, la Cour assiste aux feux de la Saint-Jean à Bayonne. Le 2 juillet, les deux Cours, française et espagnole, partent de Bayonne pour Saint-Jean-de-Luz.
- Saint-Jean-de-Luz (2 au 11 juillet 1565) : les Cours y dorment le 2 juillet, et la reine d'Espagne part le lendemain. Le roi ne peut retenir ses larmes en se séparant de sa sœur. Il ne sait pas qu'il ne la reverra jamais. Catherine de Médicis, quant à elle, retarde l'inéluctable adieu à sa fille en l'accompagnant jusqu'à Irun le 3 juillet. Elles se quittent le 4 juillet, Catherine de Médicis retraversant la Bidassoa, mais la reine d'Espagne continue son voyage avec son frère, le duc d'Anjou Henri. Celui-ci accompagne sa sœur à Saint-Sébastien le 4 juillet, Hernani et Tolosa le 5 juillet, Segura le 6 juillet. Elle prend congé de son frère le 7 juillet et celui-ci retourne alors en France pour être à Saint-Jean-de-Luz le 9 juillet. Charles IX, qui attend le retour de son frère Henri, se promène en mer et regarde danser les filles à la mode basque. Il quitte la ville le 11 juillet.
- Bayonne (11-12 juillet) : le roi retourne à Bayonne pour un troisième séjour. Il dîne à Biarritz avant d'arriver dans la ville.

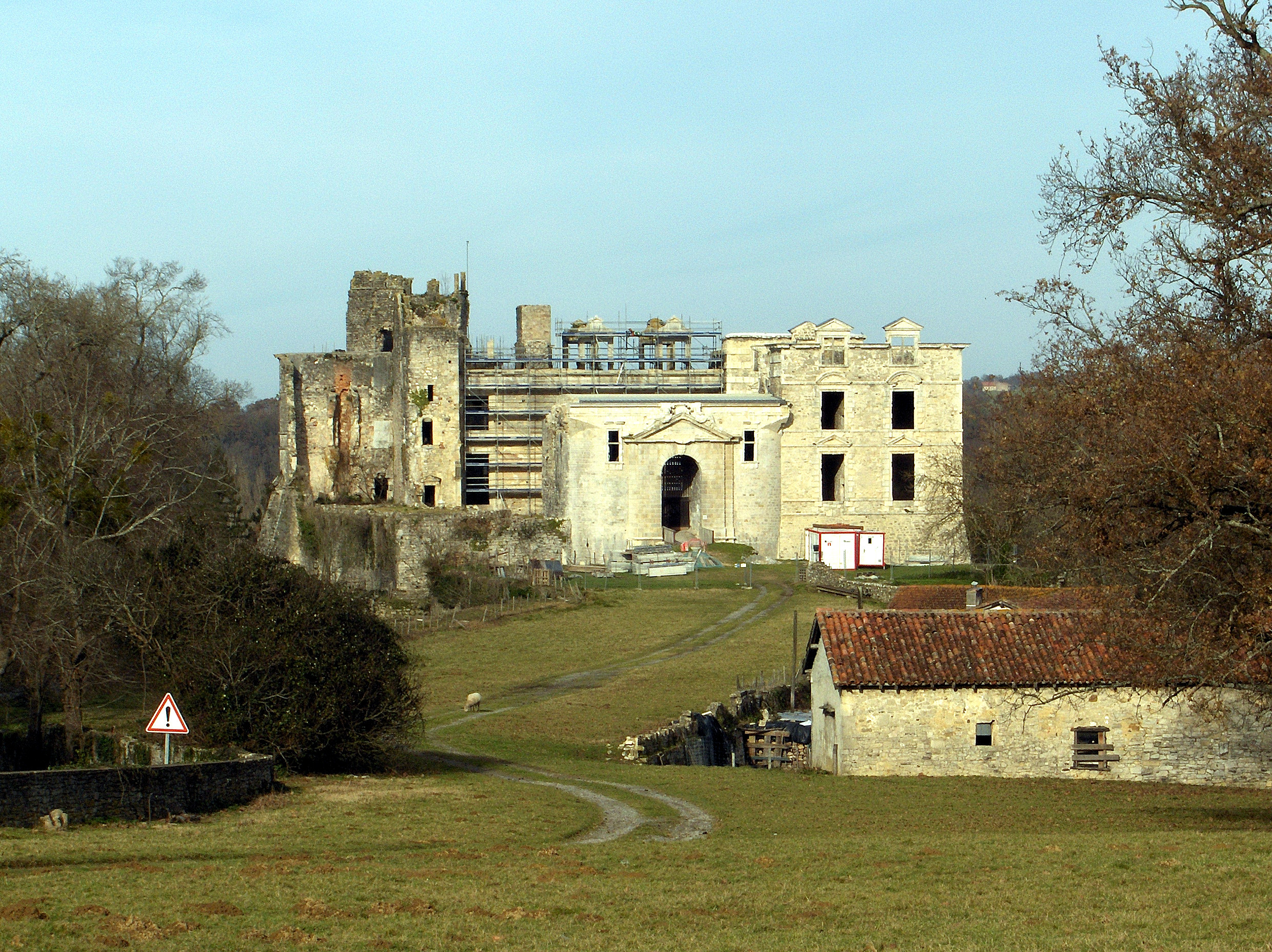
Le roi dort au château de Bidache dans la nuit du 12 au 13 juillet 1565.

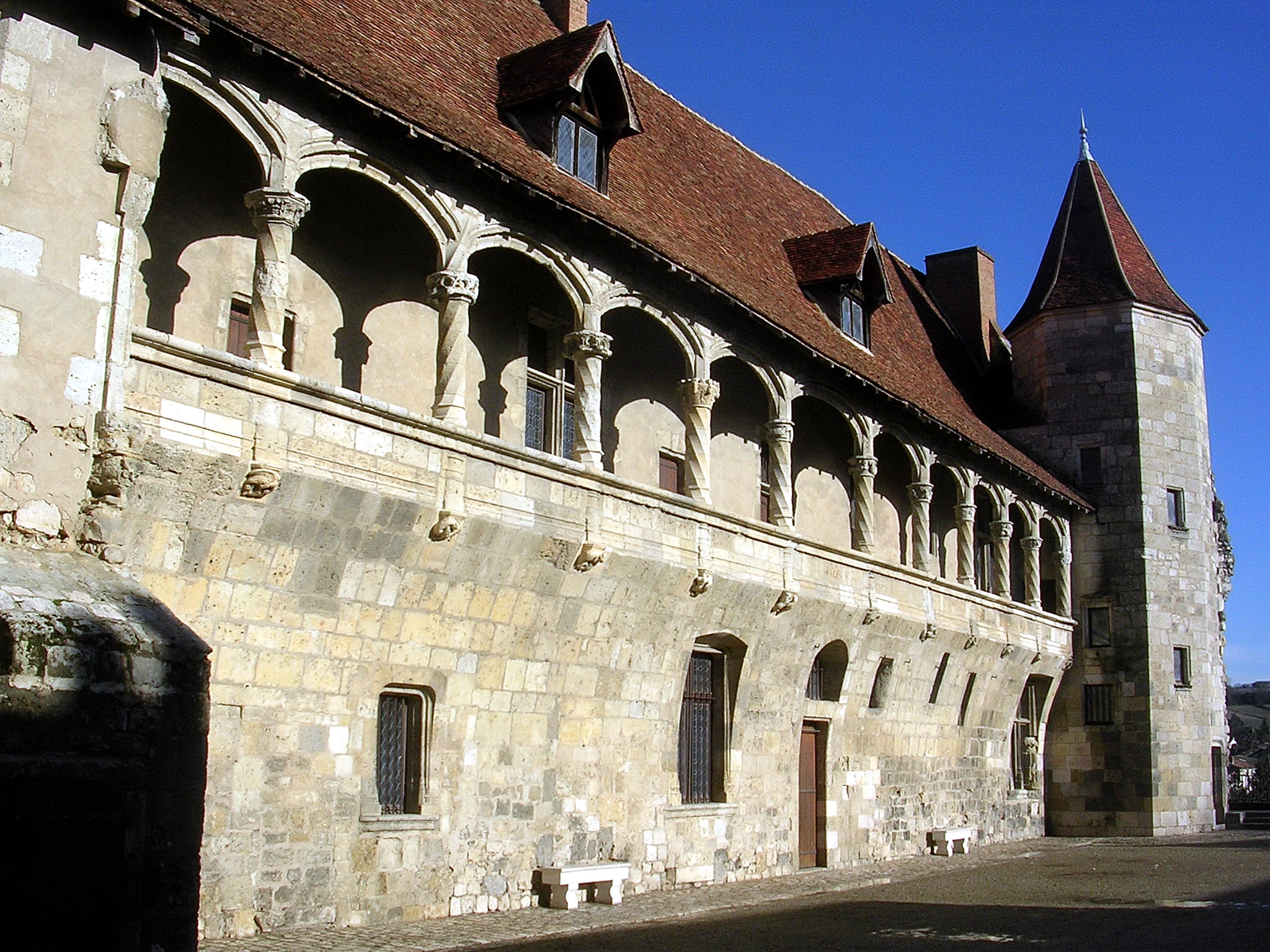
Charles IX séjourne au château de Nérac du 28 juillet au 1er août 1565.

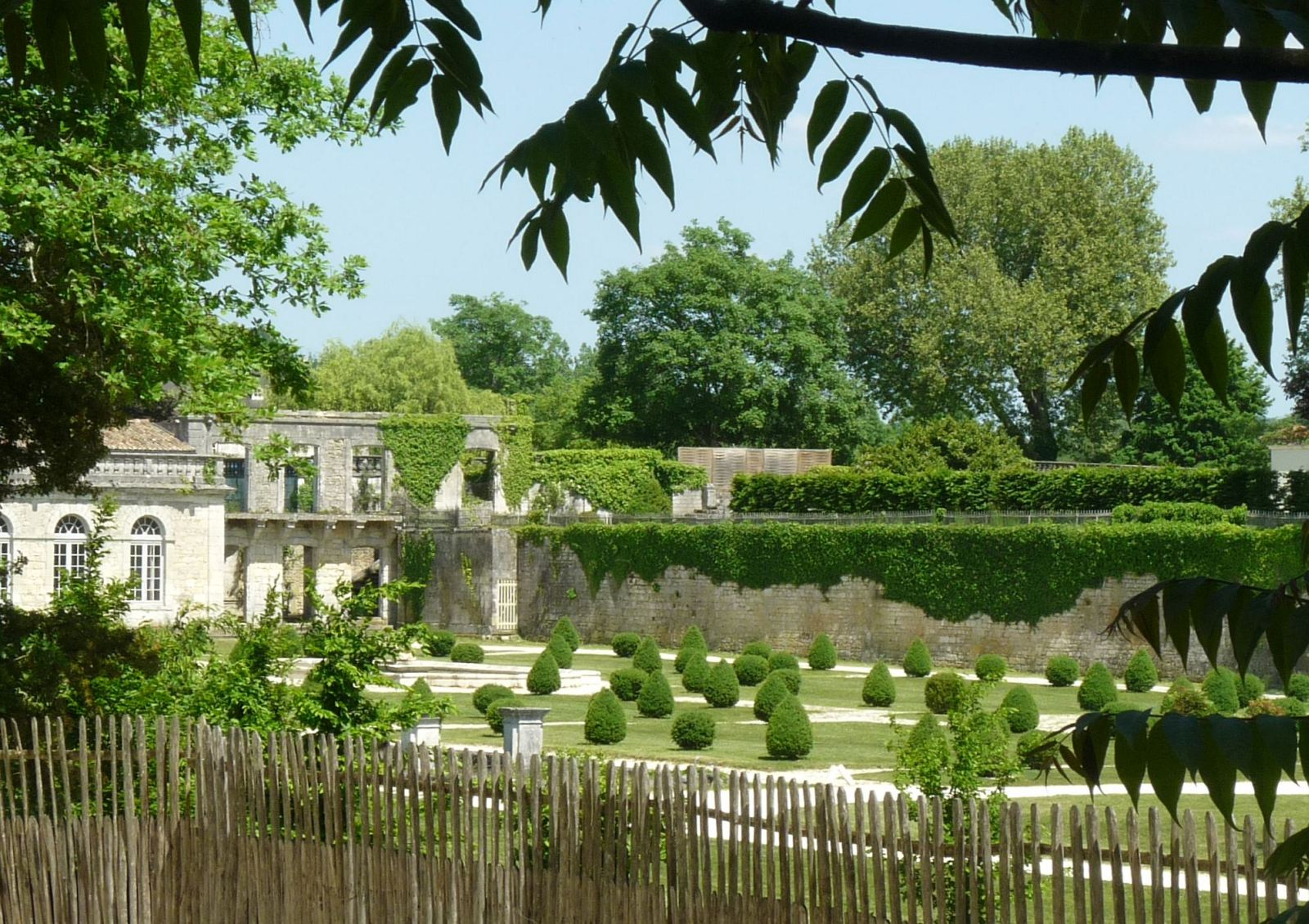
Le roi passe deux nuits au château de la Rochebeaucourt du 11 au 13 août 1565.

Le 12 juillet clôture le séjour du roi à Bayonne et Saint-Jean-de-Luz qui a duré 44 jours. Charles IX reprend la route de son grand tour de France.
- Bidache (12-13 juillet 1565) : le roi quitte Bayonne sur un bateau qui remonte l'Adour. Il dîne à Urt et dort au château de Bidache où il est reçu somptueusement par le seigneur du lieu Antoine de Gramont. Il a fait une si grande chaleur pendant cette journée du 12 juillet, que plusieurs personnes et plusieurs chevaux en sont morts pendant la marche. Le lendemain, le roi dîne et soupe à Bidache avant de reprendre la route
- Peyrehorade (13-14 juillet 1565) : le roi y dort.
- Dax (14 au 17 juillet 1565) : deuxième séjour du roi dans cette ville, après son passage le 28/29 mai 1565. Le souverain reste cette fois trois jours.
- Tartas (17-18 juillet 1565) : deuxième séjour du roi dans cette ville, après son passage du 24 au 28 mai 1565. Le souverain y dîne et y dort.
- Mont-de-Marsan (18 au 23 juillet 1565) : deuxième séjour du roi dans cette ville, après son passage du 9 au 24 mai 1565. Le souverain reste cinq jours et rencontre les ambassadeurs des cantons suisses qui viennent renouveler leur alliance avec le royaume de France. Il doit quitter la ville le 23 juillet à cause de la chaleur.
- Cazères (23-24 juillet 1565) : le roi se réfugie à Cazères situé sur l'Adour.
- Nogaro (24-25 juillet 1565) : le roi y dîne et y dort.
- Eauze (25-26 juillet 1565) : le roi y dîne et y dort.
- Montréal (26-27 juillet 1565) : le roi y dîne et y dort. C'est la deuxième ville qui porte ce nom où le roi a fait étape le 26/27 janvier 1565 dans le Languedoc.
- Condom (27-28 juillet 1565) : le roi dîne et dort dans cette ville épiscopale le 27 juillet.
- Nérac (28 juillet au 1er août 1565) : la ville appartient à la reine de Navarre Jeanne d'Albret. Le roi y séjourne quatre jours.
- Buzet (1er-2 août 1565) : le roi y dîne et y dort.
- Tonneins (2-3 août 1565) : après avoir passé la Garonne en bateau, au même endroit où il avait navigué sur le fleuve le 28 mars 1565 entre Aiguillon et Marmande, le roi arrive à Tonneins pour dîner et dormir.
- Verteuil (3-4 août 1565) : le roi y dîne et y dort.
- Lauzun (4 au 8 août 1565) : le roi reste quatre jours à Lauzun. Le 5 août, il devient le parrain d'une fille de Gabriel Nompar de Caumont, comte de Lauzun. C'est l'évêque d'Agen, Jacques Frégose, qui baptise l'enfant. Catherine de Médicis et Anne de Daillon, demoiselle du Lude, en sont les marraines.
- Bergerac (8-9 août 1565) : le roi passe la Dordogne sur un pont de bois, couvert d'une belle toile blanche, pour arriver à Bergerac dans le Périgord. Il s'y arrête pour dîner, souper et dormir.
- Château de Laugat (9-10 août 1565) : ce château du Périgord est situé dans le bois entre Bergerac et Mussidan. Le roi y dîne et y dort.
- Ribérac (10-11 août 1565) : Charles IX traverse Mussidan avant de dîner et dormir à Ribérac. Le 11 août, le cortège royal quitte la province de Guyenne pour entrer en Angoumois.
- Rochebeaucourt (11 au 13 août 1565) : le roi arrive au château de la Rochebeaucourt le 11 août, dernière étape de sa visite de la Guyenne. Il y reste toute la journée du lendemain.

### En Angoumois, Saintonge, Aunis et Poitou
Charles IX pénètre le 13 août 1565 dans des provinces situées entre le Val de Loire au nord et la Guyenne au sud. Il s'agit de l'Angoumois, de la Saintonge, de l'Aunis et du Poitou. Cela correspondait à la région Poitou-Charentes avec le département de la Vendée. Il reste dans ces provinces jusqu'au 1er octobre 1565, soit 49 jours.
- Angoulême (13 au 18 août 1565) : le roi arrive en Angoumois le 13 août. Il dîne dans une maison au lieu-dit La Tour-Garnier et arrive à Angoulême pour y passer cinq jours. Le 16 août, le roi va dîner à Touvre. Ce jour-là, une grande quantité de truites est pêchée et on amène au souverain une troupe de 120 à 140 cygnes qui sont très nombreux au bord des sources de la Touvre.

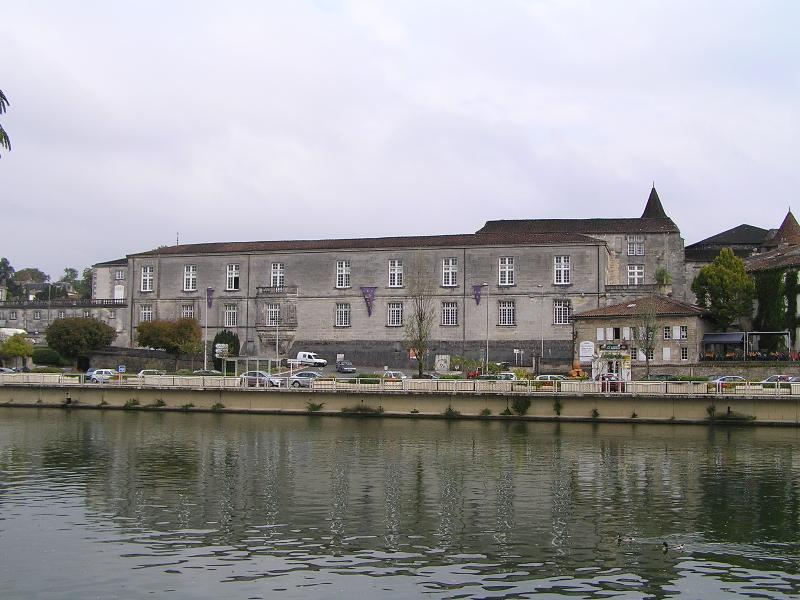
Le roi séjourne au château de Cognac du 21 août au 1er septembre 1565.

- Jarnac (18 au 21 août 1565) : Quittant Angoulême le 18 août, le cortège royal longe la Charente, dîne à Châteauneuf, traverse le fleuve en bateau à la sortie de Châteauneuf, et s'installe à Jarnac pour la nuit. Le séjour dure trois jours dans la ville connue pour le Coup de Jarnac du 10 juillet 1547.
- Cognac (21 août au 1er septembre 1565) : le roi arrive au château de Cognac le 21 août pour le dîner. Cognac est la ville natale du roi François Ier, le grand-père de Charles IX. Le roi y reste 11 jours. Le 25 août, il fait une petite excursion au village de Louzac appartenant au comte Rhingrave, à la lisière de la Saintonge.
- Saintes (1er au 3 septembre 1565) : le roi dîne à Chauveau (aujourd'hui Chaniers), port de trois maisons sur la Charente situé à l'entrée de la Saintonge, et arrive à Saintes pour deux jours.
- Marennes (3 au 7 septembre 1565) : le roi se dirige le 3 septembre vers l'océan Atlantique. Il dîne à Corme-Royal, traverse Le Mesnil où les habitants, qui sont tous mariniers, le reçoivent habillés de velours de différentes couleurs, traverse Saint-Just et fait son entrée à Marennes pour y dormir. Il séjourne dans la ville le 4 septembre et y voit passer, sous ses fenêtres, 6 000 à 7 000 hommes des villages voisins fort bien équipés. Le lendemain, il se rend pour le dîner dans la nouvelle ville de Brouage, fondée en 1555, où les mariniers font un combat de vaisseaux et mettent le feu à l'un d'eux pour divertir le roi. Celui-ci revient à Marennes dans la soirée. Le 6 septembre, 800 à 900 personnes se confessent et communient à l'église, et on baptise un grand nombre d'enfants dont plusieurs deviennent les filleuls du roi et de la reine-mère.
- Saintes (7 au 10 septembre 1565) : le roi quitte Marennes le 7 septembre, dîne pour la seconde fois à Corme-Royal, et se réinstalle à Saintes. Le dimanche 9 septembre, le roi fait faire une procession générale à laquelle il assista. Il quitte la ville le lendemain.
- Saint-Jean-d'Angély (10 au 12 septembre 1565) : en prenant la direction du nord, le roi dîne à Brizambourg, traverse la Boutonne sur un pont de bois nouvellement construit et arrive à Saint-Jean-d'Angély dans la soirée. Il passe deux nuits dans la ville.
- Surgères (12-13 septembre 1565) : Charles IX dîne au pauvre village de Parançay (actuellement hameau de la commune de Bernay-Saint-Martin), quitte la Saintonge pour passer la nuit à Surgères dans le pays d'Aunis.

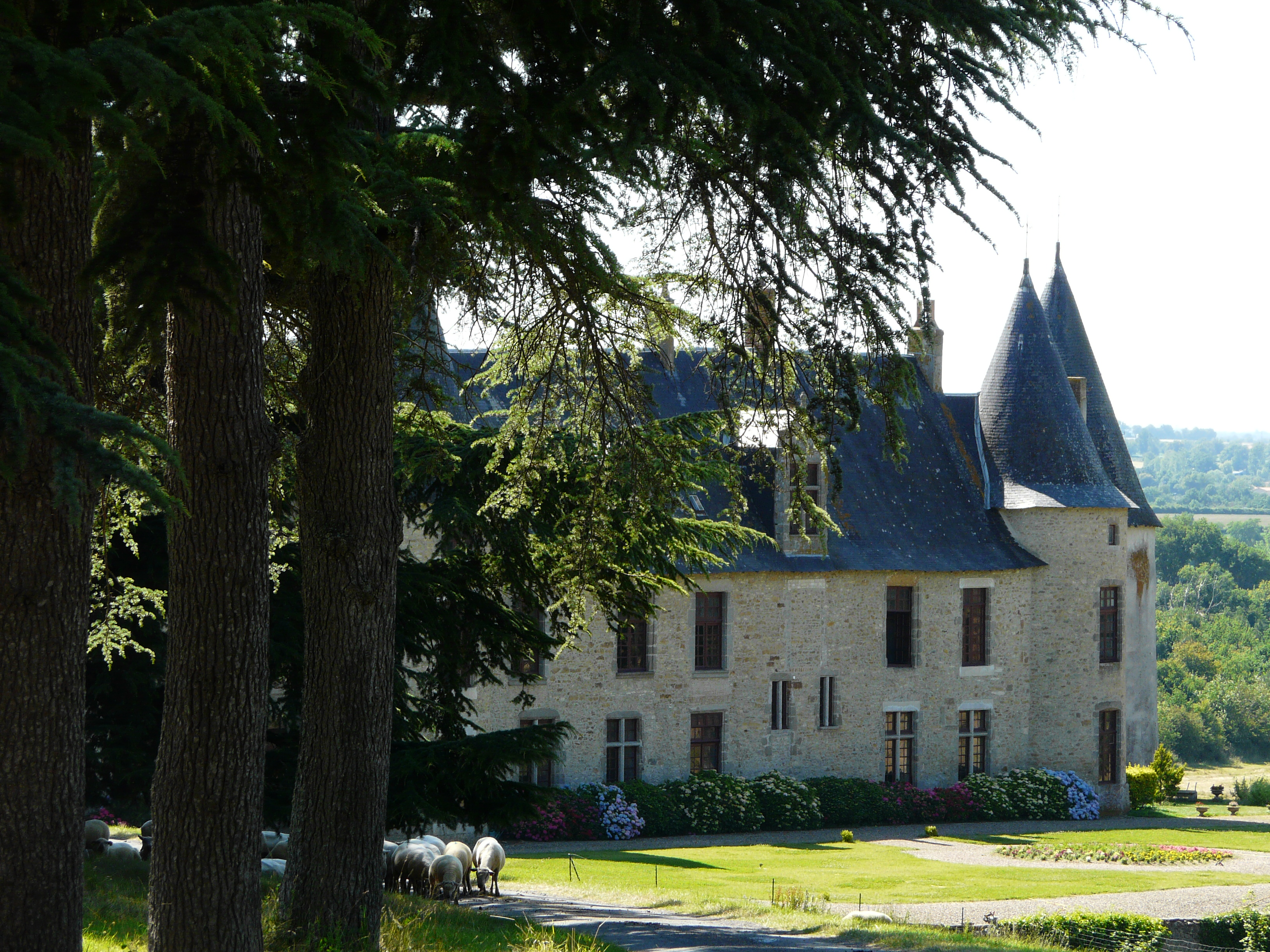
Le roi dort au château de la Roche Faton dans la nuit du 21 au 22 septembre 1565.

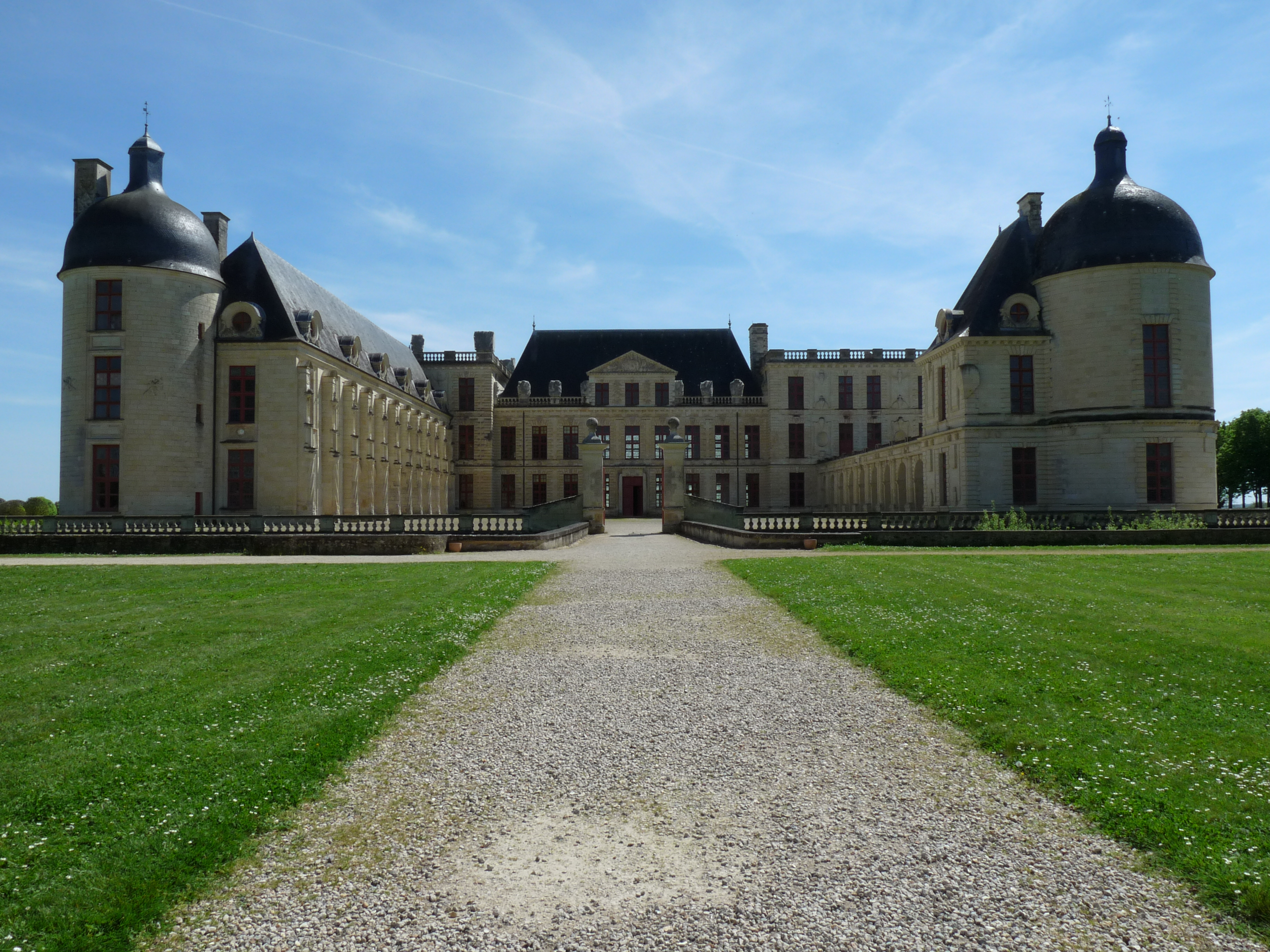
Le roi passe trois nuits au château d'Oiron du 22 au 26 septembre 1565.

- La Rochelle  (13 au 18 septembre 1565) : le roi reprend la route, dîne à La Jarrie et arrive dans une petite abbaye dans les faubourgs de La Rochelle dans la soirée. Le lendemain, 14 septembre, placé sur une estrade devant la porte de l'abbaye, le roi regarde le défilé des compagnies bien équipées de La Rochelle. Il fait ensuite son entrée solennelle dans la ville, précédé par le connétable Anne de Montmorency, et reçoit un accueil hostile de la part des habitants (aucun roi de France ne pénétrera plus dans la ville avant 1628). Le roi est accueilli par le maire, les échevins, les différents corps religieux et les milices communales. Charles IX ne cache pas sa froideur envers les responsables de ville, car il a été informé du peu d'empressement de certaines communautés protestantes à rendre les églises au culte catholique. Il reste trois jours entiers dans la ville.
- Mauzé (18-19 septembre 1565) : reprenant la route de l'Est, en direction du Poitou, le roi dîne à Benon et dort à Mauzé.
- Niort (19-20 septembre 1565) : le cortège royal quitte l'Aunis et pénètre dans la province du Poitou. Il dîne à Frontenay et s'arrête à Niort pour la nuit.
- Champdeniers (20-21 septembre 1565) : le roi dîne à Échiré, traverse la Sèvre niortaise sur un pont de pierre nouvellement fait, et s'arrête dormir à Champdeniers.
- Lhoumois (21-22 septembre 1565) : le roi dîne dans la petite métairie de Baubare (aujourd'hui La Baubière à Vernoux-en-Gâtine[4]), traverse la ville de Parthenay et va dormir au château de la Roche Faton, situé sur la rive droite du Thouet (commune de Lhoumois).
- Oiron (22 au 26 septembre 1565) : le roi dîne à Airvault et s'arrête pour trois nuits au château d'Oiron qui appartient à la famille Gouffier de Boissy. Le 25 septembre, il part pour la journée à Thouars. Louis III de La Trémoille, duc de Thouars, envoie 800 à 900 Poitevins à une demi lieue de la ville pour accueillir le roi. Le duc offre dans son château un grand festin pour le dîner. L'après-midi, le roi et la reine-mère assistent au baptême de Charlotte-Catherine, la fille du duc de Thouars, et deviennent respectivement son parrain et sa marraine. À l'issue du baptême, le duc offre une belle collation de toutes sortes de confitures, avant que le souverain ne retourne au château d'Oiron. Il quitte le château le lendemain après dîner.
- Loudun (26-27 septembre 1565) : le roi y dort.
- Champigny (27 septembre au 1er octobre 1565) : le roi dîne dans le pauvre village de Ceaux, avant de se rendre au château de Champigny et d'y séjourner trois jours complets.

Le 1er octobre 1565, Charles IX quitte le château de Champigny, dîne à Marçay et sort de la province du Poitou.

### En Val de Loire et Bretagne

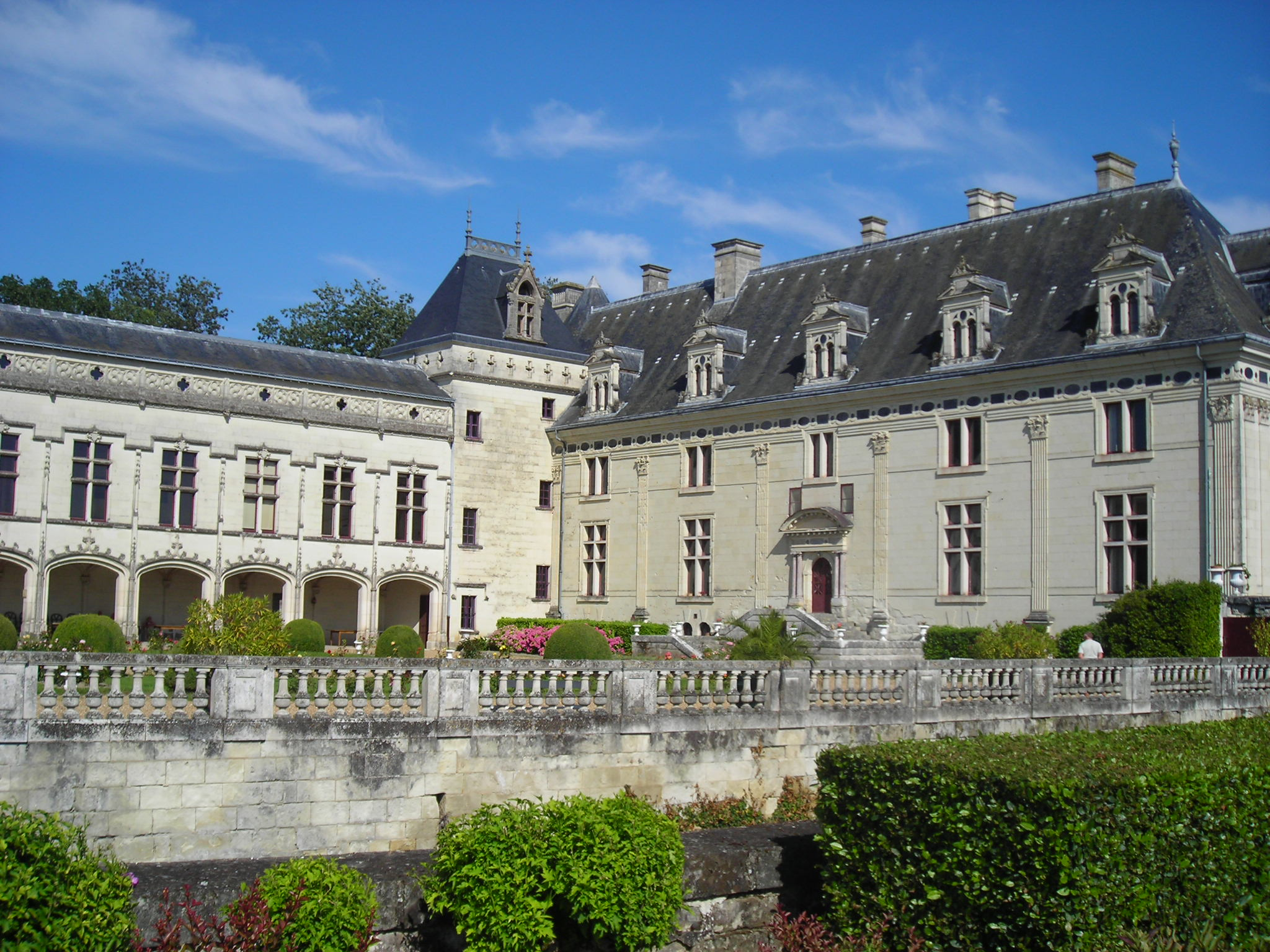
Charles IX dort au château de Brézé dans la nuit du 3 au 4 octobre 1565.

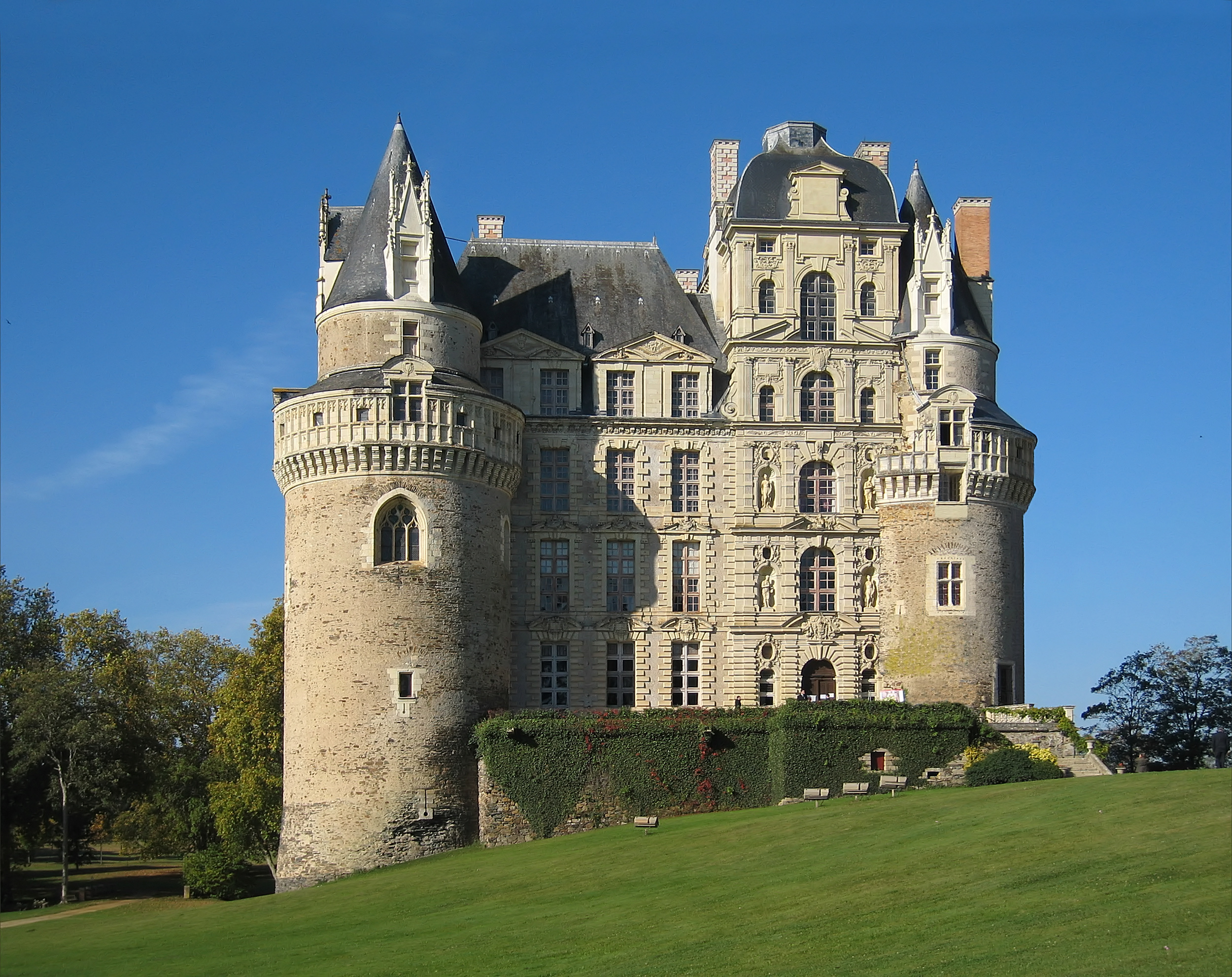
Le roi passe la nuit du 5 au 6 octobre 1565 au château de Brissac.

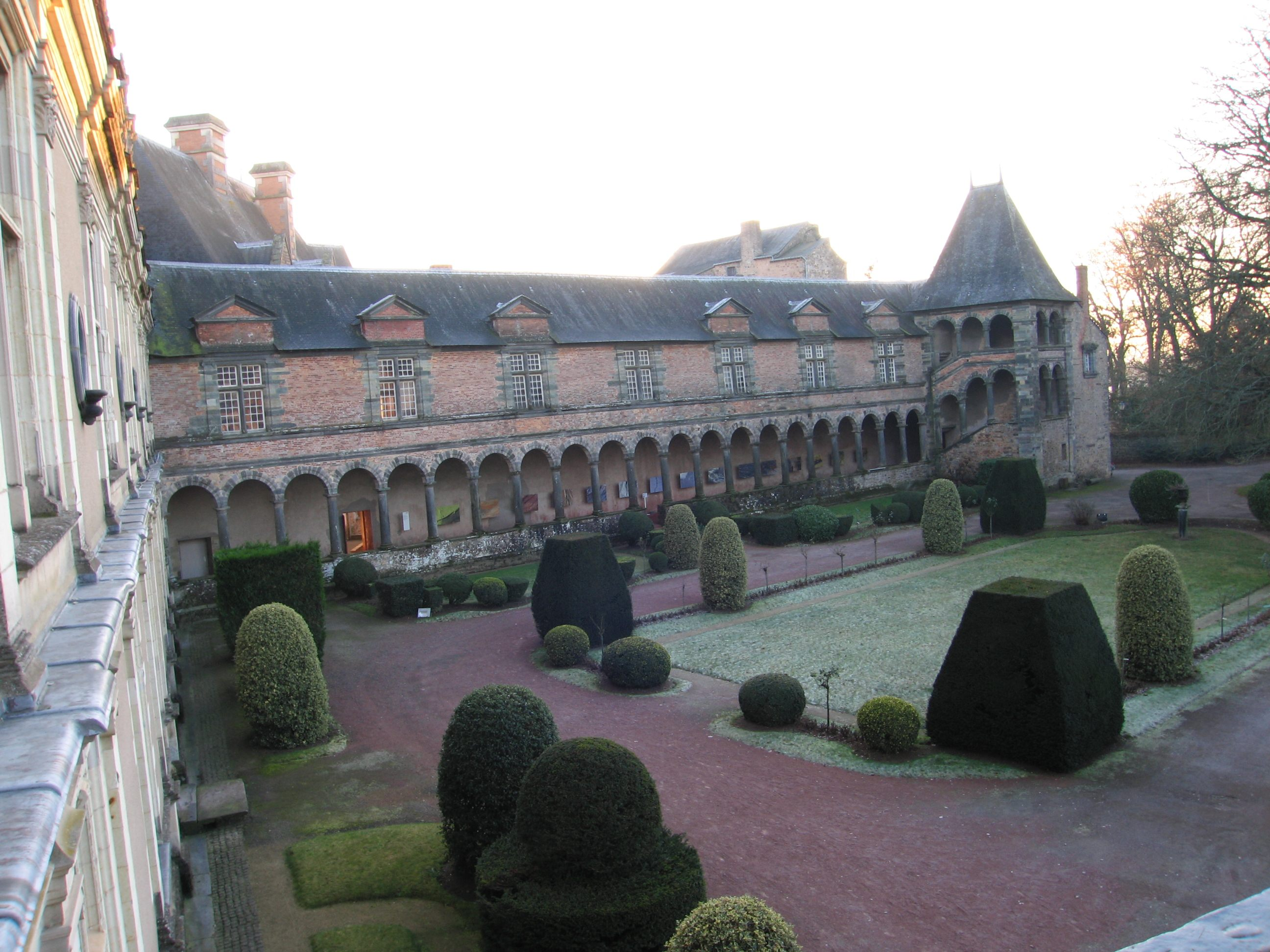
Le roi séjourne au château de Châteaubriant du 16 octobre au 3 novembre 1565.

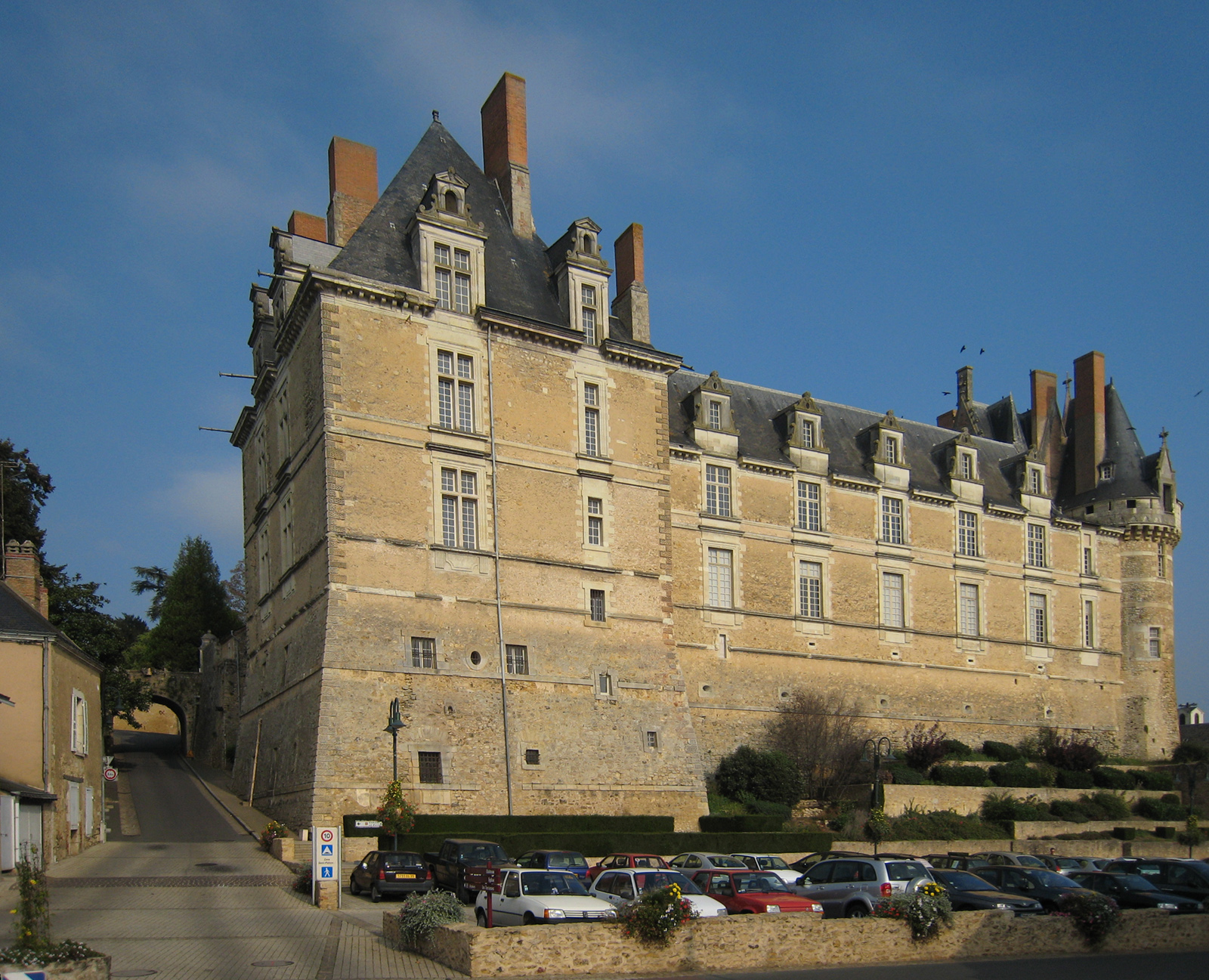
Le roi s'installe trois nuits au château de Durtal du 9 au 12 novembre 1565.

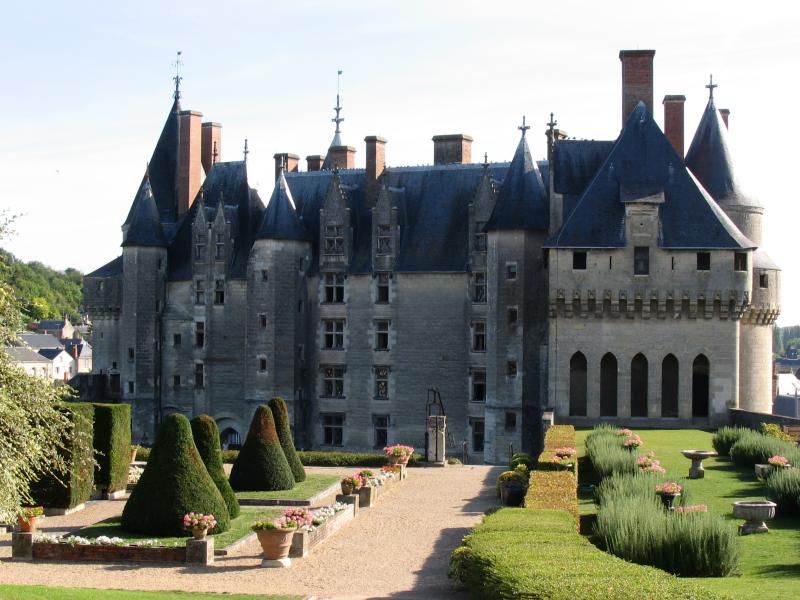
Le roi est accueilli au château de Langeais dans la nuit du 19 au 20 novembre 1565.

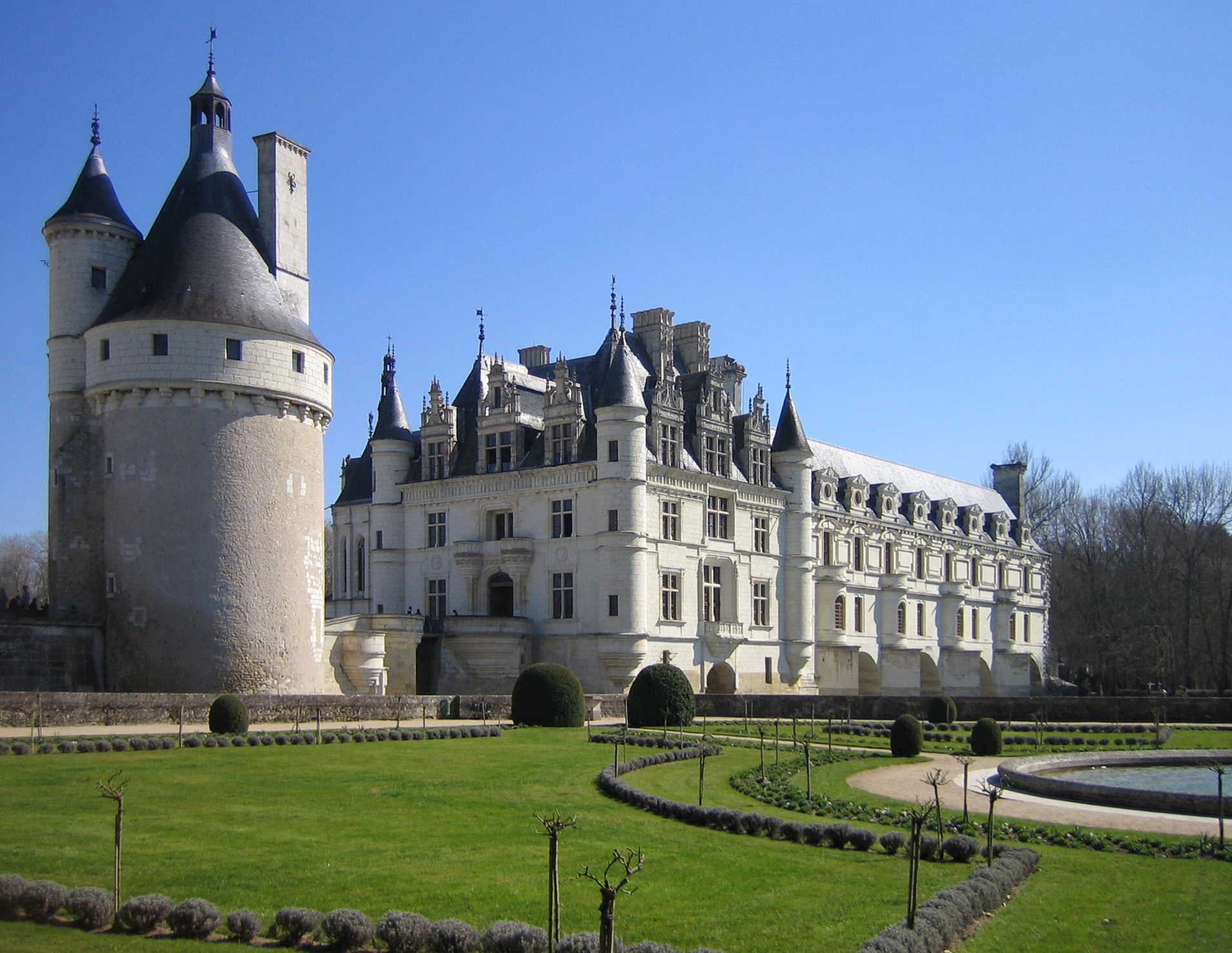
Charles IX séjourne au château de Chenonceau du 1er au 5 décembre 1565.

Charles IX pénètre le 1er octobre 1565 dans des provinces qui sont traversées par la Loire et qui sont connues pour leurs célèbres châteaux. Ce sont les provinces du Val de Loire : la Touraine, l'Anjou, l'Orléanais et le Berry. Le roi fait aussi une petite excursion rapide dans le Sud-Est de la Bretagne, du 11 octobre au 4 novembre 1565. Il reste dans ces provinces jusqu'au 20 décembre 1565, soit 81 jours (dont 24 jours en Bretagne).
- Lerné (1er-2 octobre 1565) : le roi arrive en Touraine le 1er octobre, et s'installe pour la nuit au château de Chavigny, près du village de Lerné. Il y dîne aussi le lendemain.
- Fontevraud (2-3 octobre 1565) : le roi arrive en Anjou le 2 octobre et passe la nuit à Fontevraud.
- Brézé (3-4 octobre 1565) : arthus de Maillé-Brézé accueille le roi le 3 octobre dans son château de Brézé pour le dîner. Ce jour-là, le seigneur de Brézé laisse porte ouverte à tout venant. Le roi y passe ensuite la nuit.
- Martigné-Briand (4-5 octobre 1565) : le roi dîne à Doué et s'installe à Martigné-Briand pour la nuit.
- Brissac (5-6 octobre 1565) : le roi dîne au village d'Allençon (aujourd'hui Terranjou) et dort au château de Brissac, qui appartient au comte de Brissac Timoléon de Cossé. Il y dîne le lendemain.
- Gonnord (6 au 8 octobre 1565) : le roi quitte le château de Brissac pour se rendre au château de Gonnord (Aujourd'hui commune de Valanjou). Il y passe toute la journée du 7 octobre.
- Jallais (8-9 octobre 1565) : le roi dîne à Chemillé et va s'établir à Jallais pour la nuit.
- La Regrippière (9-10 octobre 1565) : après Jallais, le roi s'arrête au château de Beaupréau pour dîner. On l'installe dans une salle faite exprès dans le parc, car le seigneur du lieu est très malade dans son château (il meurt d'ailleurs le lendemain 10 octobre). Charles IX ne dort pas au château de Beaupréau et continue son chemin pour passer la nuit à l'abbaye de Regrippière. Il y dîne le lendemain.
- Le Loroux-Bottereau (10-11 octobre 1565) : le roi dort le 10 octobre dans cette petite ville qui fait la séparation entre l'Anjou et la Bretagne.

Du 11 octobre au 4 novembre 1565, Charles IX passe au Sud-Est de la province de Bretagne. Il y reste 24 jours.
- Nantes (11 au 15 octobre 1565) : le roi traverse la Loire le matin au hameau La Chebuette (dans la commune actuelle de Saint-Julien-de-Concelles), dîne ensuite à Thouaré et arrive à Nantes pour dormir, après avoir traversé les grandes prairies de la ville. Ce n'est que le lendemain après-midi, 12 octobre, qu'il regarde passer les compagnies et fait son entrée solennelle dans la ville. Il est reçu au château des ducs de Bretagne par les autorités de la ville. Il séjourne trois jours dans la ville pendant lesquels on lui présente des danses traditionnelles bretonnes comme le trihori et le passepied.
- Joué (15-16 octobre 1565) : en quittant Nantes, le roi prend la direction du nord, dîne au lieu-dit La Galochette, et s'arrête pour la nuit à Joué.
- Châteaubriant (16 octobre au 3 novembre 1565) : le souverain dîne au pauvre village de Moisdon et arrive au château de Châteaubriant où il est reçu par le connétable Anne de Montmorency. Le roi y reste 18 jours. Le 20 octobre, il apprend que les Turcs ont levé le siège de l'île de Malte, le 11 septembre 1565, après quatre mois de lutte et une perte de 30 000 hommes. Charles IX fait faire des feux de joie le lendemain pour fêter l'événement. C'est aussi pendant son séjour dans la ville qu'il signe l'édit de Châteaubriant qui impose la censure sur toutes les publications écrites dans le royaume sous peine de mort et oblige chaque librairie à détenir le Catalogue des livres censurez établi par la faculté de théologie de la Sorbonne.
- La Chapelle-Glain (3-4 novembre 1565) : le roi quitte Châteaubriant et prend la direction de l'ouest pour retourner en Anjou. Il dîne à Erbray puis s'arrête pour la nuit au Château de la Motte (commune de La Chapelle-Glain)

Charles IX est de retour dans le Val de Loire le 4 novembre 1565. Il retrouve la province d'Anjou qu'il avait quittée le 11 octobre 1565.
- Louroux (4-5 novembre 1565) : passant en Anjou, le roi dîne à Candé puis s'installe à Louroux pour dormir.
- Angers (5 au 7 novembre 1565) : le roi dîne au lieu-dit La Touche-aux-ânes (sur la commune actuelle de Saint-Léger-des-Bois) puis arrive à la ville épiscopale d'Angers pour la nuit. Il ne fait son entrée solennelle dans la ville que le lendemain, après le dîner et le défilé des compagnies. Le jour suivant, il quitte déjà la cité.
- Seiches-sur-le-Loir (7 au 9 novembre 1565) : prenant la route du Nord-Est, le roi dîne et s'installe au château du Verger de Seiches-sur-le-Loir du prince de Guéméné pour deux jours.
- Durtal (9 au 12 novembre 1565) : le roi dîne au pauvre village de Lézigné, traverse le Loir sur un pont et s'installe pour trois nuits au château de Durtal qui appartient à François de Scépeaux, seigneur de Vieilleville.
- Baugé (12-13 novembre 1565) : le roi retraverse le Loir, dîne à Jarzé puis dort au château de Baugé.
- Vernoil-le-Fourrier (13-14 novembre 1565) : le roi dîne à Mouliherne et dort au château de Ville-au-Fourrier (dans la commune actuelle de Vernoil-le-Fourrier)
- Bourgueil (14 au 19 novembre 1565) : le roi dîne et s'installe pour cinq jours dans le village de Bourgueil.
- Langeais (19-20 novembre 1565) : le roi quitte l'Anjou et arrive à Ingrandes, pour le dîner. C'est le premier village de Touraine, province où il est déjà passé les 1er et 2 octobre 1565. Il se dirige ensuite au château de Langeais pour y passer la nuit. Les habitants viennent accueillir le souverain à une demi-lieue du gros village, avec des bottes de paille dans leurs mains. C'est un devoir qu'ils sont obligés de rendre au roi la première fois qu'il vient chez eux.
- Tours (20 novembre au 1er décembre 1565) : le roi dîne au château de Maillé (ancien nom de la commune de Luynes), traverse la Loire et dort ensuite au château de Plessis-lez-Tours (sur la commune actuelle de La Riche). Il y séjourne onze jours. Le 21 novembre, après le dîner, il regarde le défilé des compagnies, fait son entrée solennelle à cheval et descend à la cathédrale Saint-Gatien de Tours.
- Chenonceaux (1er au 5 décembre 1565) : quittant le château de Plessis-lez-Tours, Charles IX dîne au château de La Bourdaisière (sur la commune actuelle de Montlouis-sur-Loire) et va dormir au château de Chenonceau appartenant à sa mère Catherine de Médicis.
- Amboise (5-6 décembre 1565) : le roi s'installe pour une nuit[réf. nécessaire] au château d'Amboise.
- Blois (6 au 14 décembre 1565) : le roi se rend à Blois le 6 décembre. Sur le chemin, il dîne au lieu-dit Ecures (sur la commune actuelle de Onzain) rassemblant deux ou trois tavernes sur les bords de la Loire en face du château de Chaumont-sur-Loire. Il quitte la Touraine pour l'Orléanais. Son séjour au château de Blois dure huit jours.
- Cheverny (14-15 décembre 1565) : le roi dort au château de Cheverny.
- Romorantin (15-16 décembre 1565) : le roi dîne à Mur et dort à Romorantin.
- Vierzon (16-17 décembre 1565) : le roi quitte l'Orléanais pour entrer dans la province du Berry. Il dîne à Mennetou et s'arrête à Vierzon pour passer la nuit.
- Mehun-sur-Yèvre (17-18 décembre 1565) : le roi y dort.
- Bourges (18-19 décembre 1565) : le roi dîne et ne dort qu'une seule nuit dans la capitale du Berry.
- Dun-le-Roi (19-20 décembre 1565) : le roi dîne à Saint-Just et dort dans le faubourg de Dun-le-Roi (aujourd'hui Dun-sur-Auron). Le 20 décembre, il reprend la route et quitte le Berry.

### En Bourbonnais et Auvergne
Charles IX pénètre le 20 décembre 1565 dans des provinces du centre de la France à savoir le Bourbonnais et l'Auvergne. Il reste dans ces deux provinces jusqu'au 9 avril 1566, soit 110 jours.
- Couleuvre (20-21 décembre 1565) : le roi entre en Bourbonnais, dîne au lieu-dit Le Pont-de-Chargé (aujourd'hui appelé Le Pont de Sargy[5] à Bannegon) et s'arrête pour la nuit à Couleuvre.
- Saint-Menoux (21-22 décembre 1565) : le roi dîne à Franchesse
- Moulins (22 décembre 1565 au 23 mars 1566) : après avoir dîné à Saint-Menoux, le roi passe à Souvigny[6], passe l'Allier sur un pont de bois et fait son entrée solennelle dans la capitale du Bourbonnais le 22 décembre. C'est la halte la plus longue du grand tour de France, la Cour s'installant pour 91 jours. Il y passe Noël et le jour de l'an 1566. Le 29 janvier, le roi oblige le duc Henri Ier de Guise et l'amiral Gaspard II de Coligny de s'embrasser. Ce dernier est en effet accusé d'avoir commandité l'assassinat du père d'Henri Ier de Guise, le duc François de Guise assassiné le 24 février 1563. En février, il y signe l'édit de Moulins, préparé par le chancelier Michel de L'Hospital. Pendant son séjour, le roi défend le port des armes à feu. Après avoir été malade pendant quinze jours au mois de mars, il quitte la ville le 23 mars après le dîner.
- Bessay (23-24 mars 1566) : le roi y dort après avoir quitté Moulins.
- Varennes (24 au 26 mars 1566) : le roi y passe deux nuits. Le 25 mars, il reste dans la ville pour la fête de l'Annonciation.
- Vichy (26-27 mars 1566) : le roi dîne à Saint-Germain-des-Fossés et va passer la nuit dans une petite abbaye à côté de Vichy.
- Maringues (27-28 mars 1566) : à la sortie de Vichy, le roi traverse l'Allier sur un long et fâcheux pont de bois. Ce pont marque la frontière entre le Bourbonnais et l'Auvergne. Le souverain dîne ensuite dans le pauvre village de Saint-Priest-Bramefant et passe la nuit à Maringues.
- Busséol (28-29 mars 1566) : le roi dîne au château de Pont-du-Château appartenant au seigneur de Curton, retraverse l'Allier sur un pont de bois, et se dirige vers le château de Busséol [La venue du roi au château de Busséol est remise en cause par un auteur[7] tandis qu'un autre[8] s'interroge sur le lieu exact du séjour du roi en proposant Dallet. L'auteur remettant en cause Busséol suggère plutôt l'ancien château de Dieu-Y-Soit[9] (commune des Martres-de-Veyre)]. C'est un petit château dans un bois appartenant à Catherine de Médicis. Le roi n'y passe qu'une nuit et repart le lendemain après le dîner.
- Vic-le-Comte (29-30 mars 1566) : après six kilomètres sur de petits chemins de montagne, le roi arrive à Vic-le-Comte pour y passer la nuit.
- Saint-Saturnin (30-31 mars 1566) : venant de Vic-le-Comte, le roi traverse l'Allier sur un pont de bateaux, traverse Saint-Amant pour aller dormir au château de Saint-Saturnin qui appartient à la reine Catherine de Médicis. Il reste pour le dîner du lendemain.
- Clermont (31 mars au 3 avril 1566) : le roi arrive dans la capitale de l'Auvergne pour y passer la nuit du 31 mars. Le 1er avril, le roi va voir une fontaine pétrifiante hors de la ville. On dit que cette fontaine a déjà formé un pont sur lequel passait une rivière. Le 2 avril, Charles IX dîne à Montferrand puis fait son entrée solennelle à cheval dans Clermont.
- Aigueperse (3-4 avril 1566) : le 3 avril, le roi quitte Clermont, traverse Riom, et va jusque Aigueperse pour dormir.
- Chantelle (4-5 avril 1566) : le roi quitte l'Auvergne et rentre de nouveau dans la province du Bourbonnais. Il traverse la Sioule sur un pont de bois à Ébreuil et dîne à l'abbaye Saint-Léger d'Ébreuil. Il dort ensuite plus au nord dans le château de Chantelle.
- Montmarault (5-6 avril 1566) : le roi dîne au hameau de La Coût (sur la commune actuelle de Target) et dort au château de Serre près de Montmarault.
- Cosne-en-Bourbonnais (6 au 8 avril 1566) : le roi dîne au hameau Les Brets (sur la commune actuelle de Villefranche-d'Allier) et dort à Cosne-en-Bourbonnais (actuellement Cosne-d'Allier). Le 7 avril, le roi reste dans le village pour la fête du Dimanche des Rameaux.
- Lurcy-Lévis (8-9 avril 1566) : le roi dîne à Theneuille et dort à Torsy. Le 9 avril, il continue sa route vers le nord, dîne au château de Grossouvre puis quitte la province du Bourbonnais.

### Retour à Paris
Le roi remonte à la capitale. Pour cela, après être sorti du Bourbonnais le 9 avril 1566, il va traverser les provinces du Nivernais, de la Bourgogne, de la Champagne et de l'Île-de-France.
- La Guerche-en-Nivernais (9-10 avril 1566) : le roi s'arrête au soir du 9 avril à La Guerche-en-Nivernais (aujourd'hui La Guerche-sur-l'Aubois) pour passer sa première nuit dans le Nivernais.
- La Charité (10 au 16 avril 1566) : le roi dîne à Aubigny, traverse la Loire à La Charité et fait son entrée dans cette ville. Il y reste 5 jours en raison des fêtes de la semaine sainte précédant le dimanche de Pâques qui a lieu le 14 avril cette année-là.
- Donzy (16-17 avril 1566) : le roi quitte La Charité et prend la direction d'Auxerre. Il dîne à Narcy et s'arrête pour la nuit à Donzy.
- Sougères-en-Puisaye (17-18 avril 1566) : le roi fait son entrée et dîne à Entrains puis dort au château de Pesselière (sur la commune actuelle de Sougères-en-Puisaye).
- Auxerre (18-19 avril 1566) : le roi dîne à Ouanne, quitte le Nivernais pour entrer en Bourgogne et s'installe dans la ville épiscopale d'Auxerre. Il ne reste qu'une seule nuit dans la ville.
- Joigny (19-20 avril 1566) : le roi prend la direction de Sens. Il traverse l'Yonne, dîne au château de Régennes appartenant à l'évêque d'Auxerre, quitte la Bourgogne pour entrer en Champagne, et s'arrête pour la nuit à Joigny.
- Villeneuve-le-Roi (20-21 avril 1566) : le roi dîne à Armeau et passe la nuit à Villeneuve-le-Roi (aujourd'hui Villeneuve-sur-Yonne).
- Sens (21 au 23 avril 1566) : Charles IX est de retour à Sens le 21 avril 1566, où il a déjà fait un court séjour du 15 au 17 mars 1564 au début de son grand tour de France. Il reste dans la ville toute la journée du 22 avril.
- Bray-sur-Seine (23-24 avril 1566) : le roi dîne à Sergines et dort à Bray-sur-Seine.
- Nangis (24-25 avril 1566) : le roi passe la Seine sur le pont de Bray, dîne à Mons et passe la nuit à Nangis.
- Montceaux (25 au 30 avril 1566) : le roi dîne à Touquin et dort au château de Montceaux qui appartient à Catherine de Médicis.
- Saint-Maur-des-Fossés (30 avril-1er mai 1566) : le roi dîne à Bussy-Saint-Georges, puis quitte la Champagne pour entrer en Île-de-France. Il traverse la Marne à Saint-Maur-des-Fossés et s'arrête dans cette ville pour la dernière nuit de son grand tour de France.

Le 1er mai 1566, le roi quitte Saint-Maur-des-Fossés et arrive à Paris pour dîner chez madame du Perron (Marie-Catherine de Pierrevive) au faubourg Saint-Honoré. Le roi a été absent de Paris pendant deux ans trois mois et 6 jours, et a parcouru 902 lieues.

## Résumé
En mars 1564, débute un grand tour de France organisé par la reine-mère, pour montrer le roi à ses sujets et faire connaître son royaume au roi. Il permet aussi de pacifier le royaume. L’itinéraire passe par les villes les plus agitées du royaume : Sens, Troyes en Champagne. Il sort de France à Bar-le-Duc et Ligny-en-Barrois sur les confins lorrains, puis Dijon, Mâcon ville stratégique sur la Saône, et la vallée du Rhône : Lyon, Roussillon près de Vienne, Valence, Montélimar, Avignon dans le Comtat Venaissin.
Après une halte de trois semaines, le tour de France continue vers Salon-de-Provence et Aix, puis arrive à Hyères pour la Toussaint 1564. Le roi passe par Toulon et Marseille, où le peuple l’accueille en faisant la fête, et quitte la Provence pacifiée. Dans le Languedoc, il visite le pont du Gard (décembre) où on met en scène des nymphes fortement dénudées.
Le convoi se dirige ensuite sur Montpellier, Narbonne, et Carcassonne où il passe les fêtes de Noël. Ces deux dernières villes, comme Toulouse, se sont complètement débarrassées de leurs protestants. Dans les villes protestantes de Gascogne, il est accueilli respectueusement, sans plus. À Montauban, où l’entrée se fait le 20 mars 1565, il faut négocier le désarmement de la ville, qui avait résisté à trois sièges de Monluc. Toulouse et Bordeaux sont plus tranquilles, étant aux mains des catholiques.
Le grand tour fait une excursion à Bayonne (14 juin) par Mont-de-Marsan pour négocier un traité avec l’Espagne, qui échoue. En juillet, la Gascogne est à nouveau traversée, puis en août et septembre, la vallée de la Charente. Dans ces régions à forte minorité protestante, la paix est extrêmement fragile, et les protestants appliquent non sans reproches l’édit d’Amboise. Cependant, partout, le plus grand loyalisme est témoigné au roi. La seule anicroche est à La Rochelle (dernière entrée du roi avant 1627) où les protestants se montrent mécontents.